# Bình Dương (tỉnh)
Bình Dương là một tỉnh cũ thuộc vùng Đông Nam Bộ, Việt Nam.
Tỉnh lỵ của tỉnh Bình Dương là thành phố Thủ Dầu Một, cách trung tâm Thành phố Hồ Chí Minh 30 km theo đường Quốc lộ 13. Đây là tỉnh có dân số đông thứ 6 trong tổng số 63 tỉnh thành và có tỷ lệ gia tăng dân số cơ học rất cao do có nhiều người nhập cư sinh sống, hơn 50% dân số ở Bình Dương là dân nhập cư. Cùng với Quảng Ninh, Bình Dương là một trong hai tỉnh ở Việt Nam có 5 thành phố.
Năm 2020 là đơn vị hành chính đông thứ sáu về dân số và là tỉnh có dân số đông thứ tư cả nước, xếp thứ ba về Tổng sản phẩm trên địa bàn (GRDP), xếp thứ ba về GRDP bình quân đầu người, đứng thứ 8 về tốc độ tăng trưởng GRDP. Với 2.465.000 người dân, GRDP đạt 389.500 tỉ Đồng (tương ứng với 16,81 tỉ USD), GRDP bình quân đầu người năm 2023 đạt 172 triệu đồng (tương ứng với 7012 USD, cao nhất Việt Nam), tốc độ tăng trưởng GRDP dự kiến đạt 9,5%.
Bình Dương là vùng đất chiến trường năm xưa với những địa danh đã đi vào lịch sử như Phú Lợi, Bàu Bàng, Bến Súc, Lai Khê, Nhà Đỏ và đặc biệt là chiến khu Đ, vùng Tam giác sắt trong đó có ba làng An. Năm 2024, Bình Dương cũng là 1 trong 8 tỉnh được Chính phủ Việt Nam quy hoạch thành thành phố trực thuộc trung ương.
Ngày 12 tháng 6 năm 2025, Quốc hội thông qua Nghị quyết số 202/2025/QH15 về việc sắp xếp đơn vị hành chính cấp tỉnh năm 2025, theo đó sáp nhập toàn bộ diện tích và quy mô dân số của tỉnh Bà Rịa – Vũng Tàu và tỉnh Bình Dương vào thành phố Hồ Chí Minh.

## Tên gọi
Bình Dương trong Địa chí Sài Gòn – Gia Định xưa cho rằng được lấy tên từ địa danh thời Trung cổ Trung Quốc, tên đất khởi nghiệp của vua Nghiêu. Khi làm vua, Nghiêu chỉ ở nhà tranh, vách đất, ăn mặc như thứ dân, ngày cày ruộng cùng dân, đêm đọc sách Thánh hiền, suốt thời gian vua cai trị dân chúng thái bình, thịnh trị, không trộm cắp, trên dưới hòa thuận an lành. Bình Dương nay là một phần của tỉnh Thủ Dầu Một xưa. Thuở ban đầu thời mở đất phương Nam, Bình Dương là tên một tổng thuộc huyện Tân Bình, phủ Gia Định. Đến năm 1808, khi huyện Tân Bình được đổi thành phủ thì Bình Dương được nâng lên một trong bốn huyện của phủ này. Năm 1956, tỉnh Bình Dương được thiết lập nhưng không phải trùng với địa bàn của huyện Bình Dương xưa kia. Đến năm 1997, tỉnh Bình Dương được tái lập, nhưng cũng không phải hoàn toàn là địa phận của tỉnh Bình Dương trước năm 1975. Như vậy, trong lịch sử, Bình Dương là tên gọi của những đơn vị hành chính theo những cấp độ khác nhau (tổng, huyện, tỉnh) với những địa bàn lãnh thổ khác nhau. Vốn gắn liền với Gia Định, Đồng Nai xưa, tức là miền Đông Nam Bộ ngày nay, cư dân Bình Dương là một bộ phận cư dân miền Đông Nam bộ, nhưng đồng thời Bình Dương là vùng đất được bao bọc bởi sông Đồng Nai và sông Sài Gòn, có những điều kiện sinh thái đặt biệt nên cư dân Bình Dương có những đặc điểm riêng từ lịch sử hình thành. Ngay từ thế kỷ thứ 11 thì Bình Dương là tên của một nàng Công chúa xinh đẹp con vua Lê Thái Tông như trong Đại Việt Sử Ký Toàn Thư có ghi: ''1029 tháng ba ngày mồng bảy gả Công Chúa Bình Dương cho Châu Mục và Châu Lạng là Thân Thiệu Thái". Bình Dương còn là tên của một nhánh sông theo bản đồ do Trần Văn Học vẽ khu vực Gia Định thành vào tháng 4 năm 1815 và như mô tả của Trịnh Hoài Đức thì sông Bình Dương ở phía nam trấn Gia Định. Đoạn sông này ngày nay có tên mới là Kênh Bến Nghé. Từ cái tên của một nàng Công chúa lại được đặt tên cho một dòng sông rồi được gọi cho một Làng sau nâng lên thành Huyện, theo Nguyễn Đình Đầu trong bài nghiên cứu địa lý hành chánh tỉnh Bình Dương qua các thời kỳ có ghi: "Đến năm 1808 huyện Tân Bình được nâng lên thành Phủ Tân Bình có bốn huyện là Bình Dương, Tân Long, Thuận An và Phước Lộc". Đến năm 1834 toàn bộ Nam kỳ được chia đặt thành sáu tỉnh, lúc ấy gọi là Nam Kỳ Lục tỉnh, huyện Bình Dương nằm trong tỉnh Phiên An. Năm 1836 Phiên An được cải thành Gia Định. Năm 1841 huyện Bình Dương lại được tách ra làm hai huyện là huyện Bình Dương và huyện Bình Long. Đến thời Pháp thuộc thì Nam kỳ lục tỉnh được chia ra làm 20 tỉnh mới,hai bên bờ sông Sài gòn là hai tỉnh Gia Định và tỉnh Thủ Dầu Một. Sau Chiến dịch Điện Biên Phủ 1954, Miền Nam từ vĩ tuyến 17 trở vào không thực hiện Hiệp định Giơ-ne-vơ 1954 tổng tuyển cử thống nhất quốc gia Việt Nam mà lập chính quyền Việt Nam Cộng Hòa theo Mỹ và Chính quyền này đã ra sắc lệnh số 143 N/V ngày 22 tháng 10 năm 1956 thay đổi địa giới, tên gọi các tỉnh Miền nam trong đó có tên tỉnh Bình Dương. Như vậy có thể lấy ngày, tháng, năm này làm ngày đầu tiên tên Bình Dương được đặt cho tỉnh Bình Dương. Sau giải phóng vào năm 1976, Chính phủ Cách Mạng lâm thời Cộng hòa miền Nam Việt Nam đã quyết định xóa tên ba tỉnh Thủ Dầu Một (Bình Dương), Bình Long, Phước Long để lập lại tỉnh mới rộng lớn hơn với cái tên tỉnh Sông Bé. Mãi đến 20 năm sau vào ngày 6 tháng 10 năm 1996, Quốc hội nước Cộng hòa Xã hội Chủ nghĩa Việt Nam đã ra quyết định tách tỉnh Sông Bé ra làm hai tỉnh Bình Phước và tỉnh Bình Dương. Có một nhà nghiên cứu Hán - Việt đã diễn giải, chiết tự theo Kinh Dịch hai chữ "Bình Dương" như sau: Chữ "Bình" có 11 nét thuộc quẻ 伻; Chữ "Dương" có 13 nét thuộc quẻ 佯 cộng lại "Bình Dương" có 23 nét là 平陽 có nghĩa là: "thuận lợi tối đa". Nếu xét về lịch sử xa xưa, thì tên gọi "Bình Dương" là cái tên phần cuối một Đại dương mênh mông của Thái Bình Dương. Ngày nay, tên gọi Bình Dương có nghĩa như sau: "Bình" nghĩa là bình minh, "Dương" nghĩa là ánh sáng Mặt trời; vì vậy, nên tên gọi "Bình Dương" có ý nghĩa là "ánh sáng Mặt trời trong cảnh bình minh ngày mới".

## Địa lý
Tỉnh Bình Dương thuộc miền Đông Nam Bộ, nằm trong vùng kinh tế trọng điểm phía Nam, có tọa độ là 10°51'46"B – 11°30'B, 106°20' Đ – 106°58'Đ và có vị trí địa lý:
- Phía đông giáp tỉnh Đồng Nai
- Phía tây giáp tỉnh Tây Ninh và Thành phố Hồ Chí Minh
- Phía nam giáp Thành phố Hồ Chí Minh
- Phía bắc giáp tỉnh Bình Phước.

Tỉnh Bình Dương có diện tích 2.694,4 km², xếp thứ 4 trong vùng Đông Nam Bộ. Địa hình Bình Dương tương đối bằng phẳng, hệ thống sông ngòi và tài nguyên thiên nhiên phong phú. Khí hậu mang đặc điểm nhiệt đới gió mùa, nóng ẩm với 2 mùa rõ rệt, mùa mưa bắt đầu từ tháng 5 đến tháng 11, mùa khô từ khoảng tháng 12 năm trước đến tháng 4 năm sau, lượng mưa trung bình hàng năm 1.800 mm đến 2.000 mm. Nhiệt độ trung bình hằng năm là 26,5°C.
Bình Dương là cửa ngõ giao thương với Thành phố Hồ Chí Minh, trung tâm kinh tế – văn hóa của cả nước, có các trục lộ giao thông huyết mạch của quốc gia chạy qua như quốc lộ 13, quốc lộ 14, đường Hồ Chí Minh, đường Xuyên Á ... cách sân bay quốc tế Tân Sơn Nhất và các cảng biển chỉ từ 10 km – 15 km... thuận lợi cho phát triển kinh tế và xã hội toàn diện. Trong những năm gần đây, tốc độ tăng trưởng kinh tế luôn ở mức cao, GRDP tăng bình quân khoảng 14,5%/năm. Cơ cấu kinh tế chuyển biến tích cực, công nghiệp, dịch vụ tăng trưởng nhanh và chiếm tỷ trọng cao, năm 2010, tỷ lệ công nghiệp – xây dựng 63%, dịch vụ 32,6% và nông lâm nghiệp 4,4%. Hiện nay, Bình Dương có 28 khu công nghiệp và cụm công nghiệp tập trung có tổng diện tích hơn 8.700 ha với hơn 1.200 doanh nghiệp trong và ngoài nước đang hoạt động có tổng vốn đăng ký hơn 13 tỷ đôla Mỹ.Năm 2019, tổng GRDP trên địa bản tỉnh tăng 9,5%. Tổng thu ngân sách ước đạt 57.300 tỷ đồng, đạt 105% dự toán HĐND tỉnh, tăng 14% so với cùng kỳ. Tổng chi cân đối ngân sách địa phương ước đạt 20.535 tỷ đồng, đạt 100% dự toán HĐND tỉnh, tăng 12% so với cùng kỳ. Chỉ số sản xuất công nghiệp tăng 9,86% so với cùng kì. Kim ngạch xuất khẩu ước đạt 27 tỷ 781 triệu đô la Mỹ, tăng 15,6%. Kim ngạch nhập khẩu ước đạt 20 tỷ 795 triệu đô la Mỹ, tăng 10,6%; thặng dư thương mại của tỉnh năm 2019 đạt gần 07 tỷ đô la Mỹ. Tính đến 27/11/2019, tỉnh đã thu hút 56.702 tỷ đồng vốn đăng ký kinh doanh trong nước (tăng 3,3%); lũy kế đến nay, toàn tỉnh có 42.269 doanh nghiệp đăng ký kinh doanh, tổng vốn đăng ký 357.680 tỷ đồng. Thu hút đầu tư nước ngoài đạt 03 tỷ 067 triệu đô la Mỹ (vượt 119% kế hoạch năm, tăng 49% cùng kỳ); lũy kế đến nay, toàn tỉnh có 3.753 dự án có vốn đầu tư nước ngoài còn hiệu lực với tổng vốn đăng ký 34,23 tỷ đô la Mỹ.

### Điều kiện tự nhiên

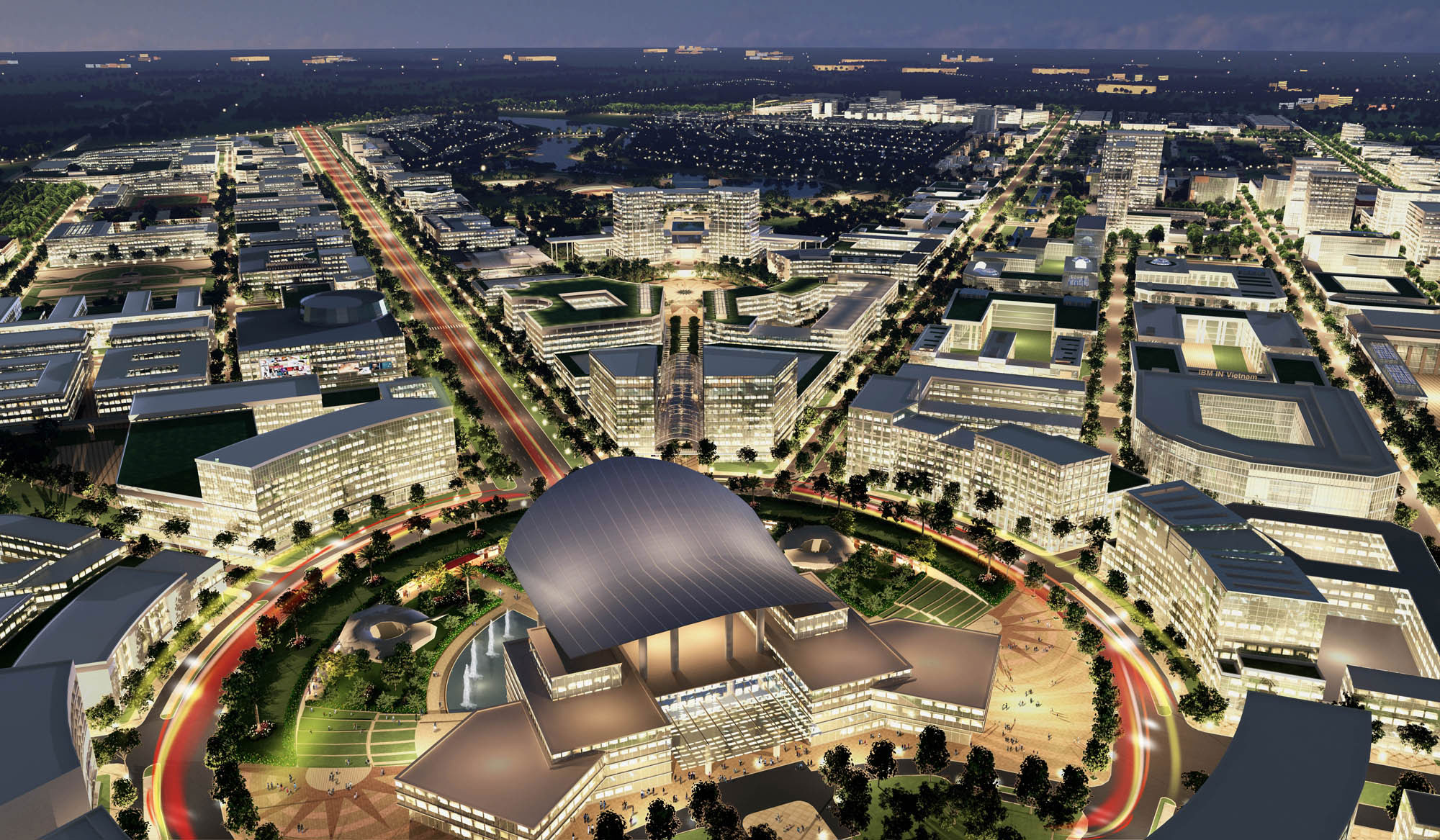
Vòng xoay Trung Tâm Thương Mại Thế Giới (đang xây dựng)

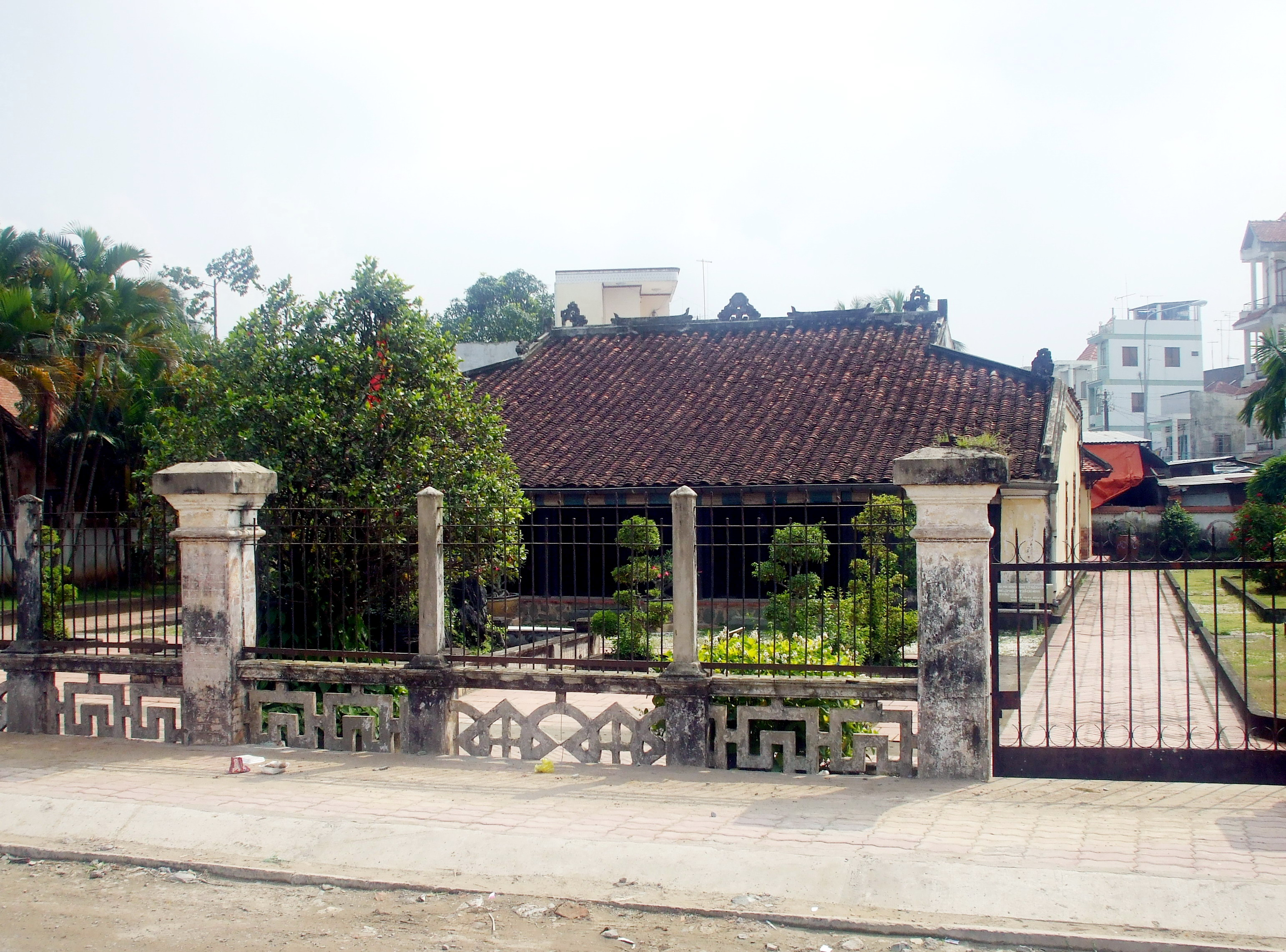
Nhà cổ Đốc phủ Đẩu

Bình Dương là một tỉnh nằm ở vị trí chuyển tiếp giữa sườn phía nam của dãy Trường Sơn, nối nam Trường Sơn với các tỉnh đồng bằng sông Cửu Long, là tỉnh bình nguyên có địa hình lượn sóng từ cao xuống thấp dần từ 10m đến 15m so với mặt biển. Địa hình tương đối bằng phẳng, thấp dần từ bắc xuống nam. Nhìn tổng quát, Bình Dương có nhiều vùng địa hình khác nhau như:
- Vùng thung lũng bãi bồi: phân bố dọc theo các sông Đồng Nai, sông Sài Gòn và sông Bé. Đây là vùng đất thấp, phù sa mới, khá phì nhiêu, bằng phẳng, cao trung bình 6 – 10m.
- Vùng địa hình bằng phẳng: nằm kế tiếp sau các vùng thung lũng bãi bồi, địa hình tương đối bằng phẳng, có độ dốc 3 – 120, cao trung bình từ 10 – 30m.
- Vùng địa hình đồi thấp có lượn sóng yếu: nằm trên các nền phù sa cổ, chủ yếu là các đồi thấp với đỉnh bằng phẳng, liên tiếp nhau, có độ dốc 5 – 120, độ cao phổ biến từ 30 – 60m.

Khí hậu: Bình Dương cũng như chế độ khí hậu của khu vực miền Đông Nam Bộ, nắng nóng và mưa nhiều, độ ẩm khá cao. Vào những tháng đầu mùa mưa, thường xuất hiện những cơn mưa rào lớn, rồi sau đó dứt hẳn. Những tháng 7, 8, 9, thường là những tháng mưa dầm. Có những trận mưa dầm kéo dài 1–2 ngày đêm liên tục. Đặc biệt ở Bình Dương hầu như không có bão, mà chỉ bị ảnh hương những cơn bão gần. Nhiệt độ trung bình hàng năm ở Bình Dương từ 26 °C–27 °C. Nhiệt độ cao nhất có lúc lên tới 39,3 °C và thấp nhất từ 16 °C–17 °C (ban đêm) và 18 °C vào sáng sớm. Vào mùa khô, độ ẩm trung bình hàng năm từ 76%–80%, cao nhất là 86% (vào tháng 9) và thấp nhất là 66% (vào tháng 2). Lượng mùa mưa trung bình hàng năm từ 1.800–2.000 mm. Chế độ gió tương đối ổn định, Bình Dương có hai hướng gió chủ đạo trong năm là gió Tây – Tây Nam và gió Đông – Đông Bắc. Gió Tây – Tây Nam là hướng gió thịnh hành trong mùa mưa và hướng gió Đông – Đông Bắc là hướng gió thịnh hành trong mùa khô. Tốc độ gió bình quân khoảng 0,7m/s, tốc độ gió lớn nhất quan trắc được là 12m/s thường là Tây – Tây Nam. Với khí hậu nhiệt đới mang tính chất cận xích đạo, nền nhiệt độ cao quanh năm, ẩm độ cao và nguồn ánh sáng dồi dào, rất thuận lợi cho phát triển nông nghiệp, đặc biệt là trồng cây công nghiệp ngắn và dài ngày. Khí hậu Bình Dương tương đối hiền hoà, ít thiên tai như: bão, lụt,..
Chế độ thủy văn: Bình Dương có các con sông chảy qua tỉnh và trong tỉnh Bình Dương thay đổi theo mùa: mùa mưa nước lớn từ tháng 5 đến tháng 11 (dương lịch) và mùa khô (mùa kiệt) từ tháng 11 đến tháng 5 năm sau, tương ứng với 2 mùa mưa nắng. Bình Dương có ba con sông lớn, nhiều rạch ở các địa bàn ven sông và nhiều suối nhỏ khác. Về hệ thống giao thông đường thủy, Bình Dương nằm giữa ba con sông lớn, nhất là sông Sài Gòn. Bình Dương có thể nối với các cảng lớn ở phía nam và giao lưu hàng hóa với các tỉnh Đồng bằng sông Cửu Long.
Tài nguyên đất: Bình Dương rất đa dạng và phong phú về chủng loại. Các loại đất như đất xám trên phù sa cổ, có diện tích 200.000 ha phân bố trên các huyện Dầu Tiếng, thị xã Bến Cát, thành phố Thuận An, thành phố Thủ Dầu Một. Đất nâu vàng trên phù sa cổ, có khoảng 35.206 ha nằm trên các vùng đồi thấp thoải xuống, thuộc các thị xã Tân Uyên, huyện Phú Giáo, khu vực thành phố Thủ Dầu Một, thành phố Thuận An và một ít chạy dọc quốc lộ 13. Đất phù sa Glây (đất dốc tụ), chủ yếu là đất dốc tụ trên phù sa cổ, nằm ở phía bắc thị xã Tân Uyên, huyện Phú Giáo, thị xã Bến Cát, huyện Dầu Tiếng, thành phố Thuận An, thành phố Dĩ An, đất thấp mùn Glây có khoảng 7.900 ha nằm rải rác tại những vùng trũng ven sông rạch, suối.
Tài nguyên rừng: Do đặc điểm khí hậu nhiệt đới ẩm và đất đai màu mỡ, nên rừng ở Bình Dương xưa rất đa dạng và phong phú về nhiều chủng loài. Có những khu rừng liền khoảnh, bạt ngàn. Rừng trong tỉnh có nhiều loại gỗ quý như căm xe, sao, trắc, gõ đỏ, cẩm lai, giáng hương... Rừng Bình Dương còn cung cấp nhiều loại dược liệu làm thuốc chữa bệnh, cây thực phẩm và nhiều loài động vật, trong đó có những loài động vật quý hiếm.
Khoáng sản: Cùng với những giá trị quý giá về tài nguyên rừng, Bình Dương còn là một vùng đất được thiên nhiên ưu đãi chứa đựng nhiều loại khoáng sản phong phú tiềm ẩn dưới lòng đất. Đó chính là cái nôi để các ngành nghề truyền thống ở Bình Dương sớm hình thành như gốm sứ, điêu khắc, mộc, sơn mài,... Bình Dương có nhiều đất cao lanh, đất sét trắng, đất sét màu, sạn trắng, đá xanh, đá ong nằm rải rác ở nhiều nơi, nhưng tập trung nhất là ở các thành phố Dĩ An, Tân Uyên, thành phố Thuận An và thành phố Thủ Dầu Một.
Môi trường: Với tốc độ đô thị hóa ngày càng tăng của Bình Dương, môi trường ở Bình Dương đang bị ô nhiễm trầm trọng. Bình Dương có lượng nước thải rất lớn và rất ô nhiễm. Tổng lượng nước thải một ngày của Bình Dương khoảng 190.000 m³ trong đó có tới 1/3 là nước thải công nghiệp. Môi trường nước tiếp nhận các nguồn nước này là hồ, kênh, mương và sông gây nên tình trạng ô nhiễm phải thông cống nghẹt Bình Dương. Hầu hết các cơ sở đều xả nước thải xuống các sông thoát nước chính của thành phố. Nhiều tài liệu cho thấy nước Bình Dương xuất hiện các chất có chứa chất lơ lửng, nước bị ô nhiễm hóa học, cơ học các kim loại nặng rất cao. Tầng nước ngầm cung cấp nước cho các nhà máy hiện nay cũng đã bị ô nhiễm và phải sử dụng biện pháp hút hầm cầu Bình Dương. Từ kết quả quan trắc cho thấy nồng độ bụi lơ lửng của các khu công nghiệp đang có xu hướng tăng dần.
Theo số liệu thống kê năm 2012, trung bình mỗi ngày trên địa bàn tỉnh thải ra khoảng 900-1.000 tấn chất thải rắn sinh hoạt từ các hộ dân, các cơ quan, xí nghiệp (bình quân mỗi ngày một người thải ra khoảng 0,56 - 0,62 kg chất thải rắn đô thị), khoảng 7.700 tấn chất thải rắn công nghiệp từ các cơ sở công nhiệp, các khu công nghiệp, cụm công nghiệp (trong đó có khoảng 290 tấn chất thải nguy hại). Với hiện trạng thu gom rác tại thời điểm này thì tỷ lệ chất thải rắn thông thường được thu gom xử lý khoảng 87%, tỷ lệ chất thải nguy hại được thu gom xử lý khoảng 78%, tỷ lệ chất thải bệnh viên được thu gom xử lý khoảng 97%. Vào thời điểm này, lượng chất thải rắn được thu gom tái chế khoảng 90-100 tấn/ngày (chiếm 10%), lượng chất thải công nghiệp được thu gom tái chế khoảng 5.390 tấn/ngày (chiếm 70%), lượng chất thải công nghiệp nguy hại được thu gom tái chế khoảng 87 tấn/ngày (chiếm 30%), riêng đối với chất thải y tế thì không có khả năng tái chế.
Sự hình thành các khu đô thị, các KCN, cụm sản xuất cùng với quá trình khai thác khoáng sản với quy mô lớn (chủ yếu tập trung tại phía Đông của thành phố Dĩ An, phía Nam của thị xã Tân Uyên và phường Mỹ Phước của thị xã Bến Cát) đã làm biến đổi bề mặt địa hình của khu vực, làm mất đi những đường nét tự nhiên, gây nhiều tác động tiêu cực như thúc đẩy quá trình rửa trôi bề mặt và xâm thực bào mòn các bề mặt sườn.
Để đảm bảo phát triển hài hòa giữa kinh tế - xã hội và bảo vệ môi trường, tỉnh Bình Dương đã đặt ra các mục tiêu cụ thể về môi trường đến 2015 như sau: tỷ lệ chất thải rắn được thu gom và xử lý đạt 95%, tỷ lệ chất thải y tế được thu gom và xử lý đạt 100%; hộ dân thành thị sử dụng nước sạch đạt tỷ lệ 99%, các hộ nông dân được sử dụng nước hợp vệ sinh đạt tỷ lệ 98% và tỷ lệ che phủ rừng, cây lâm nghiệp, cây lâu năm đạt 57%. Chú trọng gắn kết quy hoạch tổng thể kinh tế xã hội, quy hoạch ngành với quy hoạch khai thác tài nguyên và chiến lược bảo vệ môi trường. Quản lý, bảo vệ và sử dụng tài nguyên chặt chẽ, tiết kiệm phục vụ cho phát triển kinh tế xã hội của địa phương, tiến dần đến việc hạn chế và cấm dần việc khai thác tài nguyên. Ngăn chặn tình trạng ô nhiễm môi trường, phục hồi và nâng cao chất lượng môi trường nước trên các sông Sài Gòn, Đồng Nai.

## Hành chính

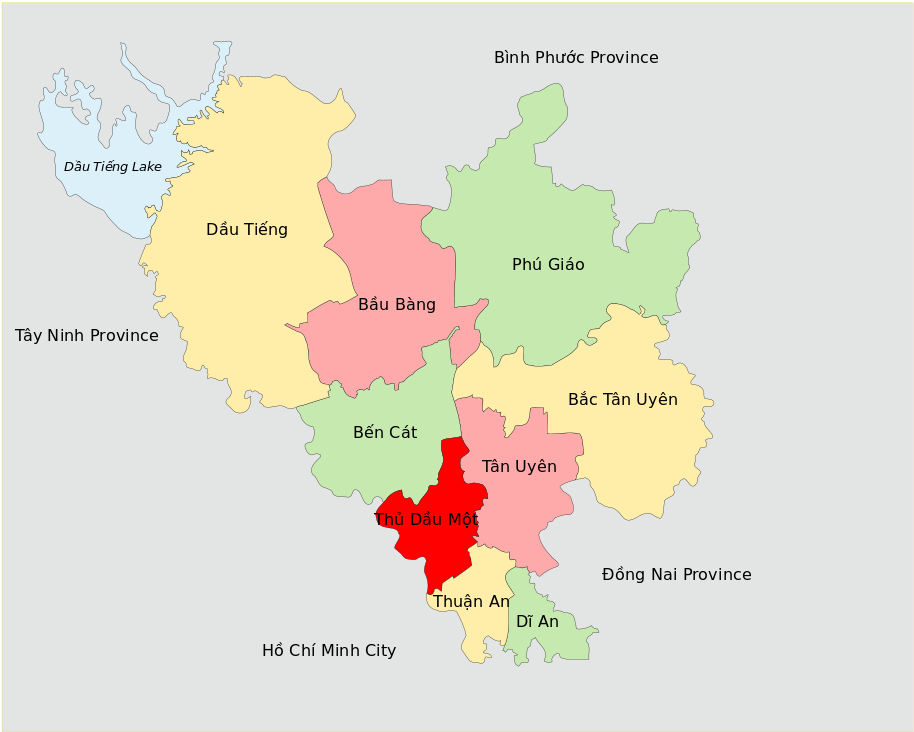
Bản đồ hành chính tỉnh Bình Dương

Tỉnh Bình Dương có 9 đơn vị hành chính cấp huyện, bao gồm 5 thành phố và 4 huyện với 91 đơn vị hành chính cấp xã, bao gồm 47 phường, 5 thị trấn và 39 xã.
| Diện tích (km²)      | 118,67    | 234,35         | 60,10    | 191,76          | 83,71          | 340,02           | 400,08           | 719,84            | 543               |  |  |  |  |
| Dân số (người)       | 336.705   | 355.663        | 463.023  | 466.053         | 618.984        | 114.396          | 87.532           | 130.813           | 95.433            |  |  |  |  |
| Mật độ               | 2.832     | 1.518          | 7.711    | 2.430           | 7.394          | 337              | 220              | 181               | 176               |  |  |  |  |
| Số đơn vị hành chính | 14 phường | 7 phường, 1 xã | 7 phường | 10 phường, 2 xã | 9 phường, 1 xã | 1 thị trấn, 6 xã | 2 thị trấn, 8 xã | 1 thị trấn, 11 xã | 1 thị trấn, 10 xã |  |  |  |  |
| Năm thành lập        | 2012      | 2024           | 2020     | 2023            | 2020           | 2013             | 2013             | 1999              | 1999              |  |  |  |  |
| Loại đô thị          | I         | III            | II       | III             | III            |                  |                  |                   |                   |  |  |  |  |
|                      |           |                |          |                 |                |                  |                  |                   |                   |  |  |  |  |

Trước khi bị sáp nhập vào Thành phố Hồ Chí Minh, Bình Dương cùng với Quảng Ninh là 2 tỉnh có nhiều thành phố nhất cả nước với 5 thành phố.

## Lịch sử
Bình Dương là một phần của tỉnh Thủ Dầu Một xưa kia. Tỉnh Thủ Dầu Một được thành lập tháng 1 năm 1898 từ Sở Tham biện Thủ Dầu Một, tách từ tỉnh Biên Hòa. 
Tháng 9 năm 1956, chính quyền Việt Nam Cộng hòa giải thể tỉnh Thủ Dầu Một để thành lập các tỉnh Bình Dương, Bình Long và Phước Long. Như vậy Bình Dương là một trong 22 tỉnh của Nam Phần được chính quyền Việt Nam Cộng Hòa thiết lập theo Sắc lệnh 143-NV ngày 22 tháng 9 năm 1956. Tỉnh lị là thị xã Phú Cường. Tỉnh Bình Dương bao gồm 5 quận, 10 tổng, 60 xã:
- Quận Châu Thành, có 3 tổng là Bình Điền, Bình Phú, Bình Thiện; quận lỵ: Phú Cường.
- Quận Lái Thiêu, có 1 tổng là Bình Chánh; quận lị: Tân Thới.
- Quận Bến Cát, có 2 tổng là Bình An, Bình Hưng; quận lỵ: Mỹ Phước.
- Quận Trị Tâm (Dầu Tiếng), có 1 tổng là Bình Thạnh Thượng; quận lỵ: Định Thành.
- Quận Củ Chi, có 3 tổng là Long Tuy Hạ, Long Tuy Trung, Long Tuy Thượng; quận lỵ: Tân An Hội. Quận Củ Chi vốn trước đây là một phần quận Hóc Môn, tỉnh Gia Định, đến năm 1963 chuyển sang tỉnh Hậu Nghĩa mới thành lập.

Năm 1959, cắt một phần đất, cùng với phần đất của các tỉnh Biên Hòa, Long Khánh, Phước Long, để lập tỉnh Phước Thành. Tỉnh này tồn tại đến năm 1965 thì giải thể.
Ngày 18 tháng 12 năm 1963, tách một phần quận Củ Chi về tỉnh Hậu Nghĩa mới thành lập. Phần còn lại của quận Củ Chi lập thành quận Phú Hòa, quận lị đặt tại Bến Cỏ, xã Phú Hòa Đông, sau dời về xã Tân Hòa. Sau năm 1975, quận Phú Hòa lại nhập với quận Củ Chi, tỉnh Hậu Nghĩa thành huyện Củ Chi thuộc Thành phố Hồ Chí Minh.
Năm 1965, quận Phú Giáo của tỉnh Phước Thành vừa giải thể được nhập vào tỉnh Bình Dương.
| Dân số tỉnh Bình Dương 1967 | Dân số tỉnh Bình Dương 1967 |
| Quận                        | Dân số (người)              |
| --------------------------- | --------------------------- |
| Bến Cát                     | 23.469                      |
| Châu Thành                  | 95.705                      |
| Lái Thiêu                   | 45.992                      |
| Phú Hòa                     | 48.913                      |
| Phú Giáo                    | 13.397                      |
| Trị Tâm (Dầu Tiếng)         | 22.946                      |
| Tổng số                     | 250.422                     |

Năm 1976, chính quyền mới hợp nhất 3 tỉnh Bình Dương, Bình Long và Phước Long cũ thành tỉnh Sông Bé, đến ngày 6 tháng 11 năm 1996 lại tách ra thành hai tỉnh Bình Dương và Bình Phước.
Khi vừa tái lập, tỉnh Bình Dương có diện tích 2.718,5 km², dân số 646.317 người, gồm thị xã Thủ Dầu Một và 3 huyện: Bến Cát, Tân Uyên, Thuận An. Tỉnh lỵ đặt tại thị xã Thủ Dầu Một.
Ngày 23 tháng 7 năm 1999, huyện Thuận An được chia thành 2 huyện Thuận An và Dĩ An, huyện Bến Cát được chia thành 2 huyện Bến Cát và Dầu Tiếng, huyện Tân Uyên được chia thành 2 huyện Tân Uyên và Phú Giáo.
Bình Dương có 7 đơn vị hành chính cấp huyện, gồm thị xã Thủ Dầu Một (tỉnh lỵ) và 6 huyện: Bến Cát, Dầu Tiếng, Dĩ An, Phú Giáo, Tân Uyên, Thuận An.
Ngày 13 tháng 1 năm 2011, Chính phủ ban hành Nghị quyết số 04/NQ-CP về việc thành lập hai thị xã Dĩ An và Thuận An trên cơ sở toàn bộ diện tích tự nhiên và dân số của hai huyện có tên tương ứng.
Ngày 2 tháng 5 năm 2012, Chính phủ ban hành Nghị quyết số 11/NQ-CP về việc thành lập thành phố Thủ Dầu Mộttrên cơ sở toàn bộ diện tích tự nhiên và dân số của thị xã Thủ Dầu Một.
Ngày 29 tháng 12 năm 2013, Chính phủ ban hành Nghị quyết số 136/NQ-CP về việc chia huyện Bến Cát thành thị xã Bến Cát và huyện Bàu Bàng, chia huyện Tân Uyên thành thị xã Tân Uyên và huyện Bắc Tân Uyên.
Bình Dương có 9 đơn vị hành chính cấp huyện, gồm 1 thành phố, 4 thị xã và 4 huyện.
Ngày 8 tháng 7 năm 2014, Thủ tướng Chính phủ ban hành Quyết định số 1120/QĐ-TTg công nhận thành phố Thủ Dầu Một là đô thị loại II.
Ngày 27 tháng 4 năm 2017, Bộ xây dựng công nhận thị xã Dĩ An và thị xã Thuận An là đô thị loại III.
Ngày 6 tháng 12 năm 2017, Thủ tướng Chính phủ ban hành Quyết định số 1959/QĐ-TTg công nhận thành phố Thủ Dầu Một là đô thị loại I trực thuộc tỉnh Bình Dương.
Ngày 24 tháng 10 năm 2018, Bộ Xây dựng công nhận thị xã Bến Cát và thị xã Tân Uyên là đô thị loại III.
Ngày 10 tháng 1 năm 2020, Ủy ban Thường vụ Quốc hội ban hành Nghị quyết số 857/NQ-UBTVQH14 (nghị quyết có hiệu lực từ ngày 1 tháng 2 năm 2020). Theo đó, thành lập hai thành phố Dĩ An và Thuận An trên cơ sở toàn bộ diện tích tự nhiên và dân số của hai thị xã có tên tương ứng.
Ngày 13 tháng 2 năm 2023, Ủy ban Thường vụ Quốc hội ban hành Nghị quyết số 725/NQ-UBTVQH15 (nghị quyết có hiệu lực từ ngày 10 tháng 4 năm 2023). Theo đó, thành lập thành phố Tân Uyên trên cơ sở toàn bộ diện tích tự nhiên và dân số của thị xã Tân Uyên.
Ngày 27 tháng 3 năm 2023, Thủ tướng Chính phủ ban hành Quyết định số 296/QĐ-TTg công nhận thành phố Dĩ An là đô thị loại II trực thuộc tỉnh Bình Dương.
Ngày 19 tháng 3 năm 2024, Ủy ban Thường vụ Quốc hội ban hành Nghị quyết số 1012/NQ-UBTVQH15 (nghị quyết có hiệu lực từ ngày 1 tháng 5 năm 2024). Theo đó, thành lập thành phố Bến Cát trên cơ sở toàn bộ diện tích tự nhiên và dân số của thị xã Bến Cát.
Tỉnh Bình Dương có 5 thành phố và 4 huyện như hiện nay.
Ngày 12 tháng 6 năm 2025, Quốc hội ban hành Nghị quyết số 202/2025/QH15 về việc sắp xếp đơn vị hành chính cấp tỉnh (nghị quyết có hiệu lực từ ngày 12 tháng 6 năm 2025). Theo đó, từ ngày 1 tháng 7 năm 2025, tỉnh Bình Dương cùng với tỉnh Bà Rịa - Vũng Tàu được sáp nhập vào Thành phố Hồ Chí Minh.

## Kinh tế

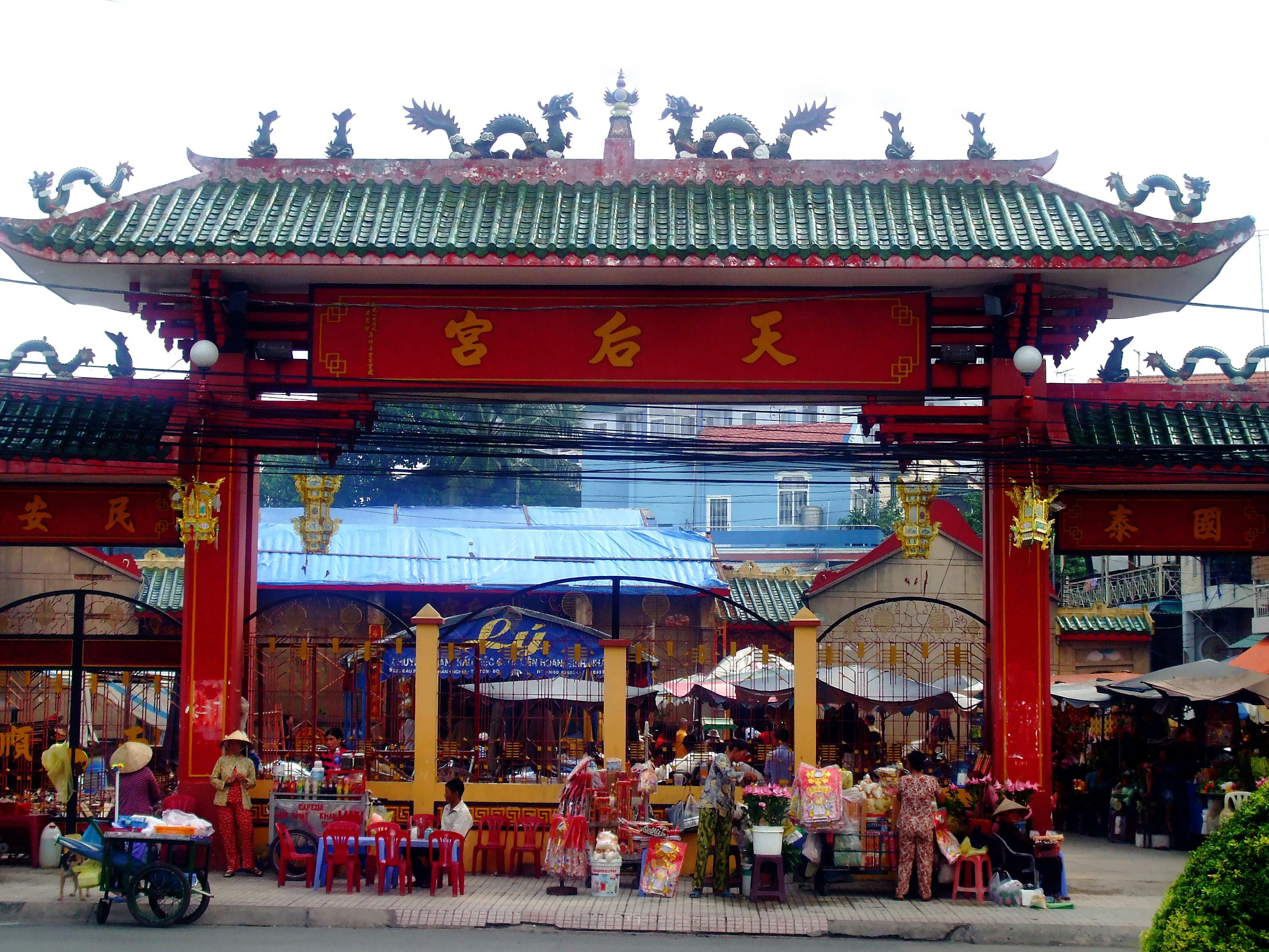
Chùa Bà, Bình Dương

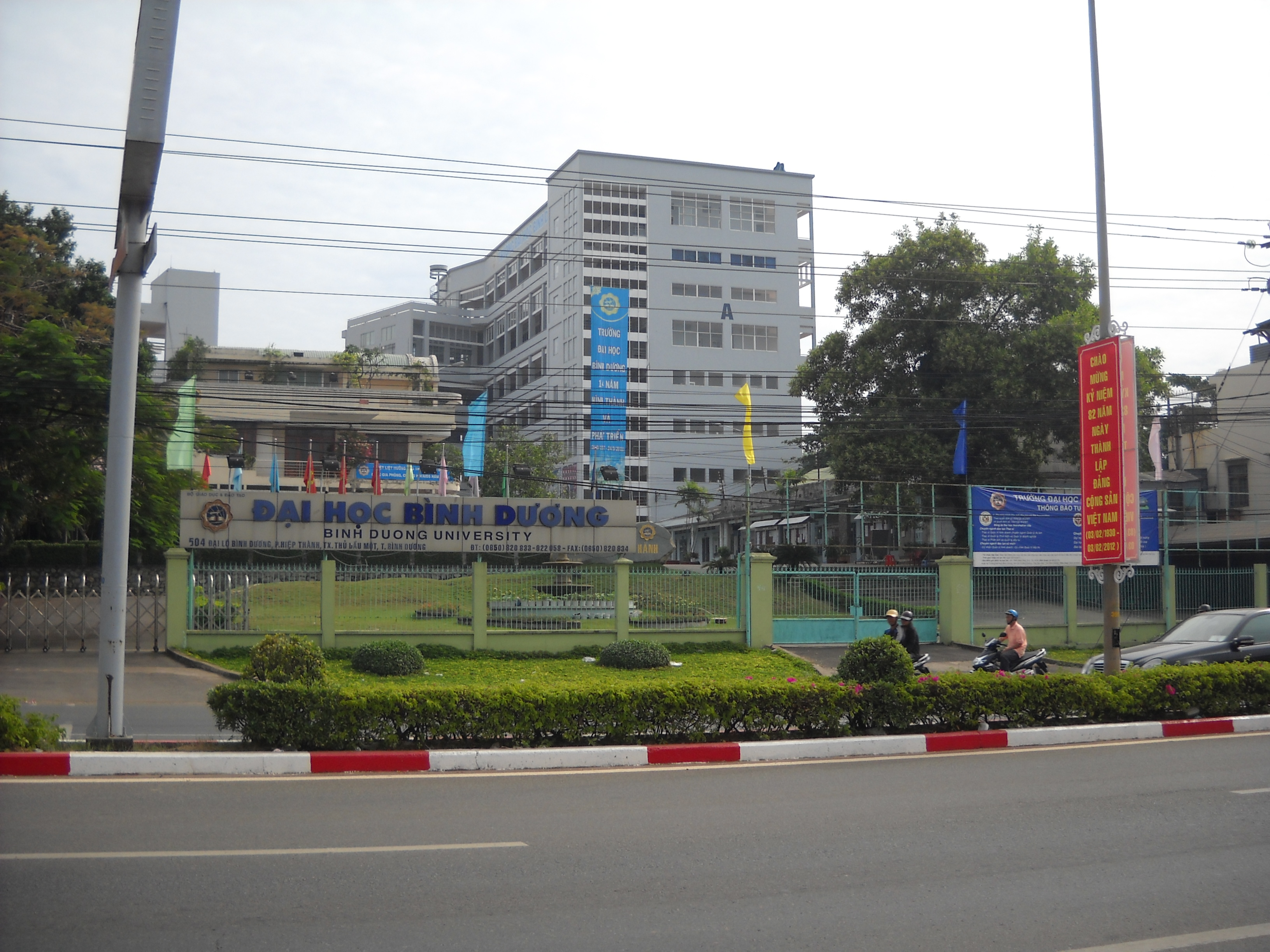
Đại học Bình Dương

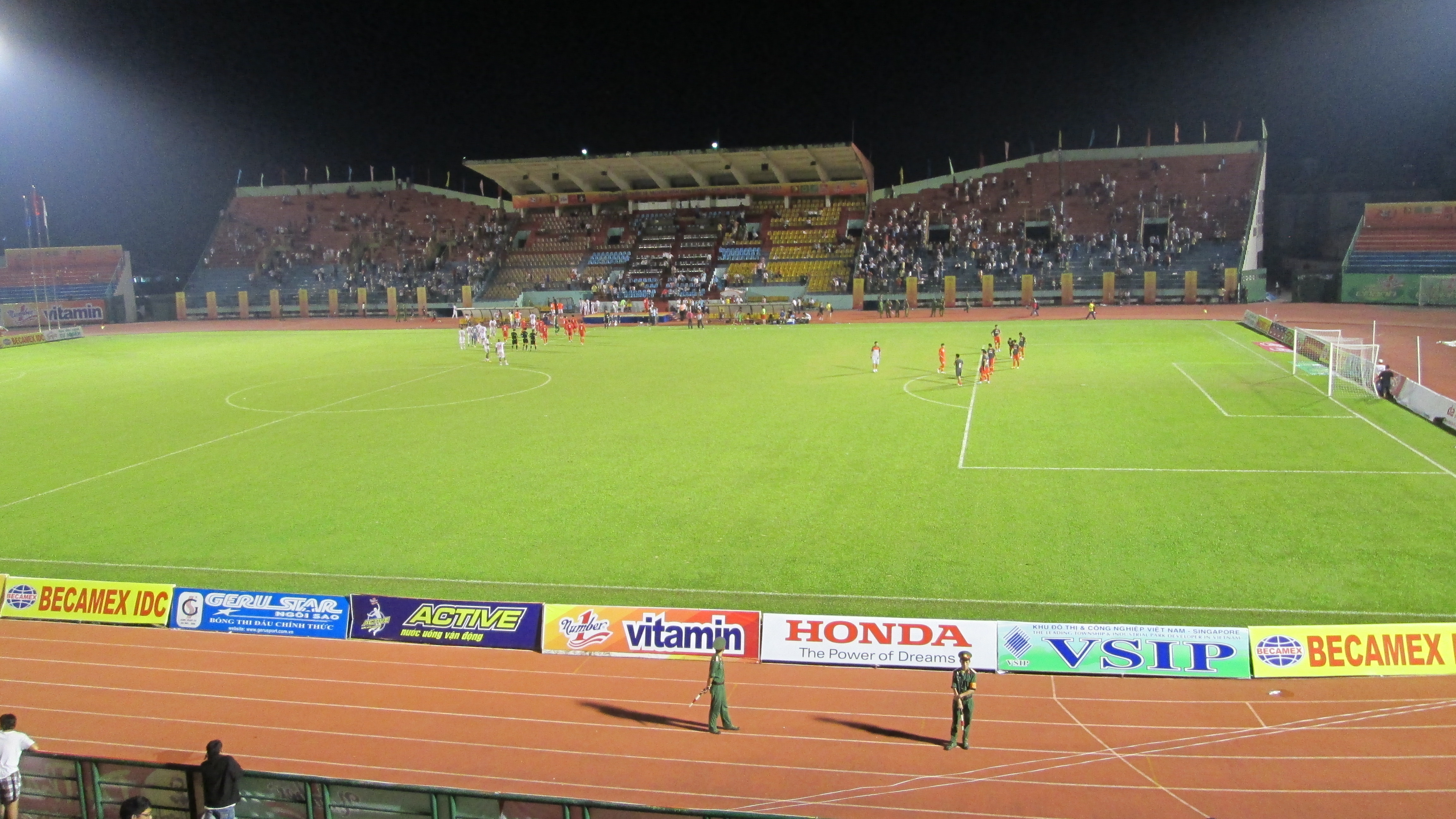
Sân vận động Gò Đậu

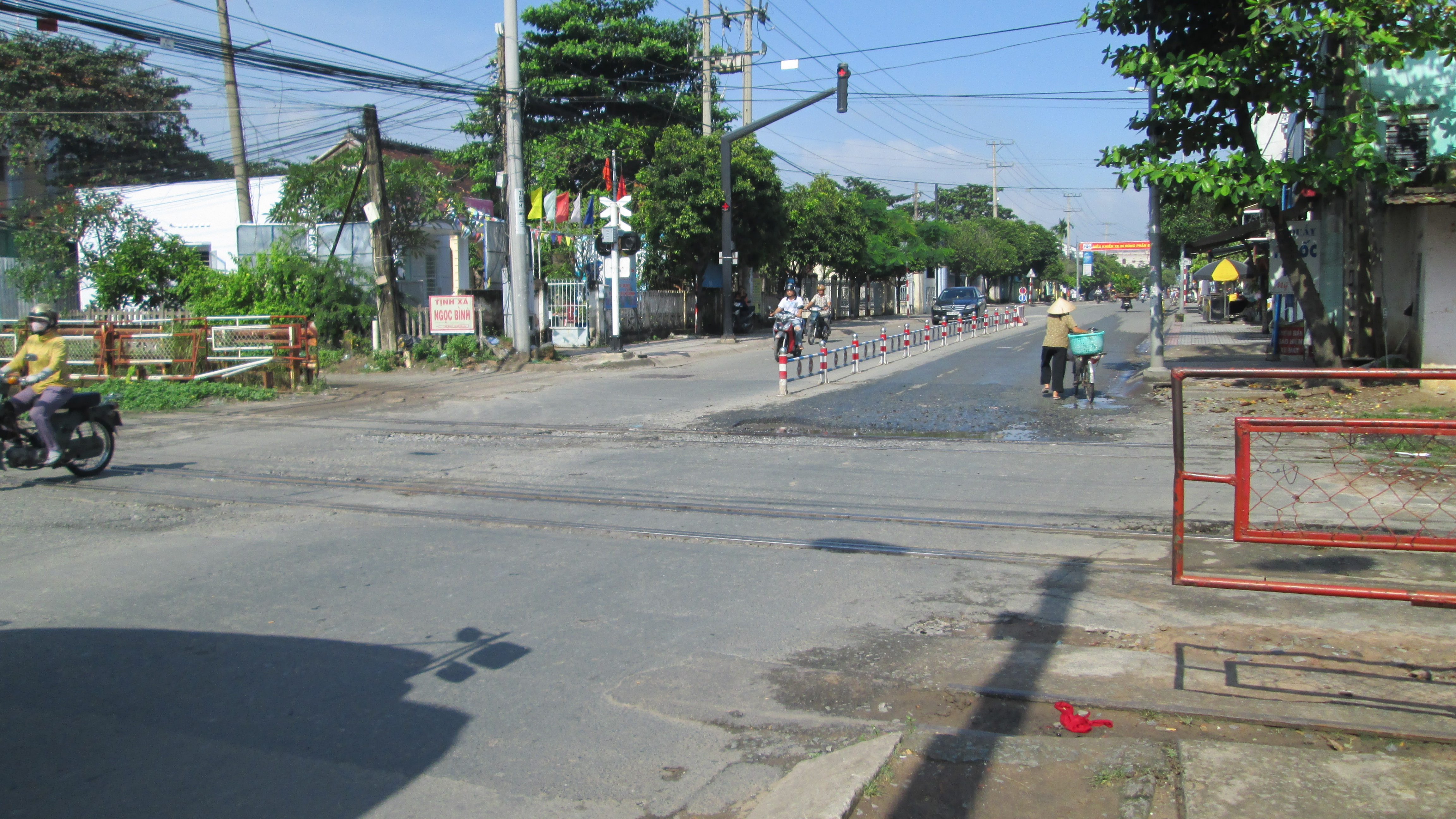
Đường phố ở TP Dĩ An

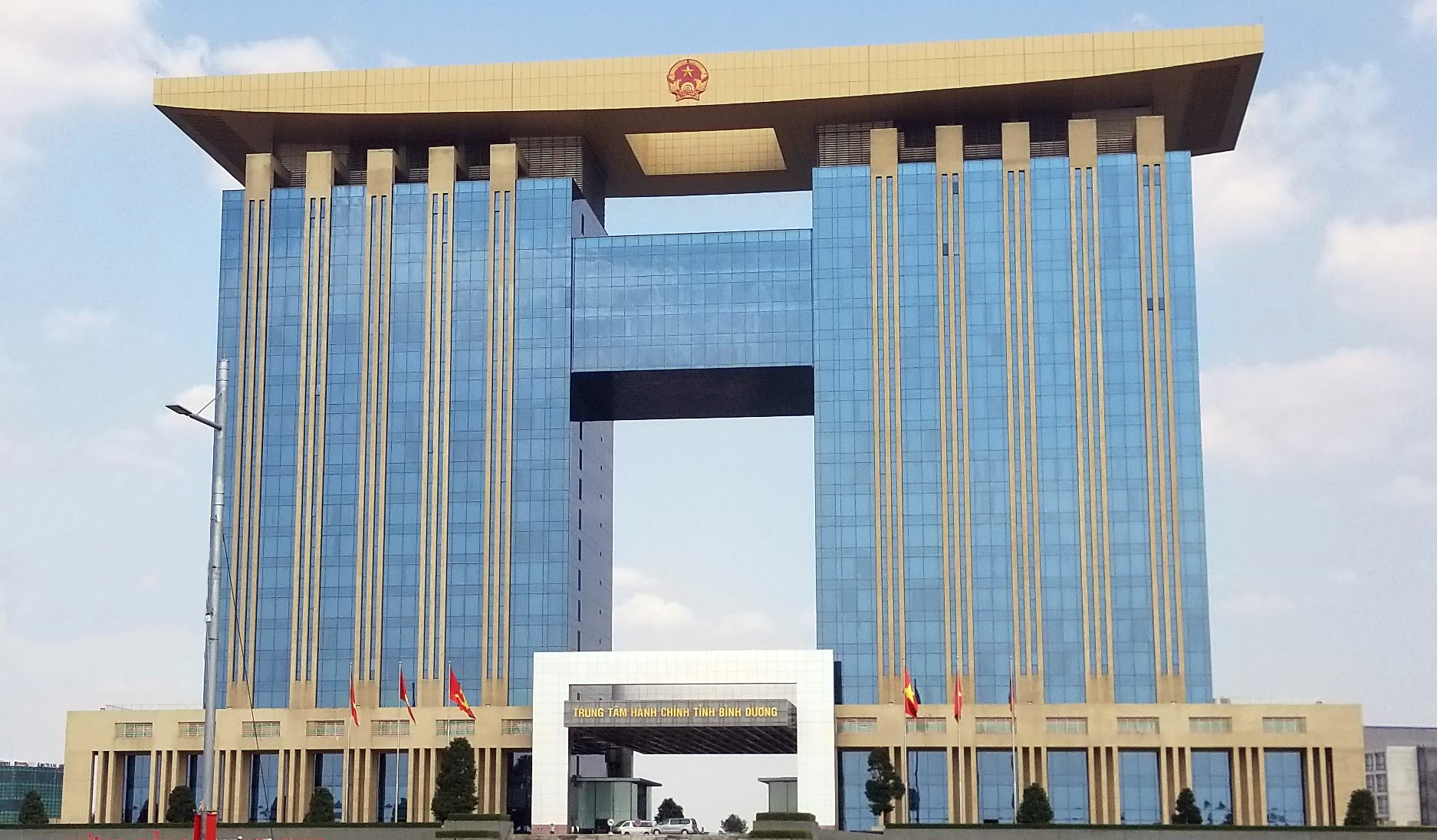
Trung tâm hành chính tỉnh Bình Dương

Bình Dương là một trong những địa phương năng động trong kinh tế, thu hút đầu tư nước ngoài. Với chủ trương tạo ra một môi trường đầu tư tốt nhất hiện nay tại Việt Nam, tính đến tháng 10/2006, tỉnh đã có 1.285 dự án FDI với tổng số vốn 6 tỷ 507 triệu USD. Năm 2007, tỉnh Bình Dương đặt mục tiêu thu hút trên 900 triệu USD vốn đầu tư nước ngoài (FDI), tăng hơn 2,5 lần so với năm 2006. Theo bảng xếp hạng Chỉ số Năng lực cạnh tranh cấp tỉnh (PCI) năm 2006, tỉnh Bình Dương đứng đầu cả nước với 76,23 điểm, trong khi thủ đô Hà Nội và Thành phố Hồ Chí Minh, trung tâm kinh tế lớn nhất của cả nước, lần lượt xếp thứ thứ 40 với 50,34 điểm và xếp thứ 7 với 63,39 điểm.
Bình Dương có nhiều khu công nghiệp (KCN) đang hoạt động, trong đó nhiều KCN đã cho thuê gần hết diện tích như KCN Sóng Thần I, KCN Sóng Thần II, KCN Đồng An, KCN Nam Tân Uyên, KCN Tân Đông Hiệp A, KCN Việt Hương, KCN VSIP 1,2,3 - Việt Nam Singapore, các KCN Mỹ Phước 1, 2, 3, 4 và 5. Các khu công nghiệp trên địa bàn tỉnh đã thu hút 938 dự án đầu tư, trong đó có 613 dự án đầu tư nước ngoài với tổng vốn 3,483 triệu USD và 225 dự án đầu tư trong nước có số vốn 2.656 tỷ đồng. Nhằm tăng sự thu hút đầu tư, địa phương này đang tập trung hoàn thiện cơ sở hạ tầng kỹ thuật, đẩy nhanh tiến độ thi công các khu công nghiệp mới để phát triển công nghiệp ra các huyện phía bắc của tỉnh. Trong năm 2019, chủ đầu tư các khu công nghiệp đã đầu tư cơ sơ hạ tầng với tổng vốn trên 300 tỷ đồng; cho thuê lại đât và nhà xưởng với tông diện tích 273 ha (bằng 37,2% so với cùng kỳ), thu hút đầu tư nước ngoài đạt 02 tỷ 507 triệu đô la Mỹ (chiếm 81,7% toàn tỉnh) và 3.342 tỷ đồng vốn đầu tư trong nước. Các doanh nghiệp trong khu công nghiệp đã giải ngân 2,2 tỷ đô la Mỹ đê đâu tư nhà xưởng, máy móc thiết bị phục vụ sản xuất kinh doanh. Toàn tỉnh hiện có 29 khu công nghiệp (trong đó 27 khu công nghiệp đi vào hoạt động), diện tích 12.743 ha, tỷ lệ cho thuê đạt 83,3%. Năm 2019, Bình Dương thành lập thêm các cụm công nghiệp: Thanh An, Tân Thành và An Lập; rà soát, đôn đốc chủ đầu tư các cụm công nghiệp hoàn thiện cơ sở hạ tầng; đến 2019 toàn tỉnh có 12 cụm công nghiệp, với tổng diện tích 790 ha, tỷ lệ lắp đầy đạt 67,4%.
Năm 2019, kim ngạch xuất, nhập khẩu duy trì tăng trưởng; cơ cấu hàng hóa xuất khẩu được cải thiện theo hướng tăng các sản phẩm chế tạo, chế biến, hàng nông sản; bên cạnh giữ vững các thị trường xuất khẩu truyền thống (Hoa Kỳ, EU, Nhật Bản, ASEAN), nhiều doanh nghiệp có bước tiếp cận, phát triển một số thị trường mới như: Cuba, Mexico, các Tiểu vương quốc Ả Rập Thống nhất, Cộng hòa Belarus, Cộng hòa Kazakhstan; đến nay sản phẩm xuất khẩu của tỉnh đã có mặt 88 quốc gia và vùng lãnh thổ. Kim ngạch xuất khẩu ước đạt 27 tỷ 781 triệu đô la Mỹ, tăng 15,6% (năm 2018 tăng 9,7%, KH tăng 15,5%). Kim ngạch nhập khẩu ước đạt 20 tỷ 795 triệu đô la Mỹ, tăng 10,6%; thặng dư thương mại của tỉnh năm 2019 đạt gần 07 tỷ đô la Mỹ. Theo thống kê cuối năm 2019 của tỉnh, ước tổng vốn đầu tư phát triển toàn xã hội đạt 114.669 tỷ đồng, tăng 15,8% (năm 2018 tăng 12,2%, KH tăng 10,02%); trong đó: vốn nhà nước tăng 15,2% (chiếm 16,3%), vốn ngoài nhà nước tăng 21,4% (chiếm 35,5%) và vốn đầu tư trực tiếp nước ngoài tăng 12,1% (chiếm 48,3%).
Thu hút đầu tư:
- Đầu tư trong nước (đến 27/11/2019): Đã thu hút 56.702 tỷ đồng vốn đăng ký kinh doanh (tăng 3,3%), gồm: 6.100 doanh nghiệp đăng ký mới (40.142 tỷ đông), 835 doanh nghiệp điều chỉnh tăng vốn (22.470 tỷ đồng) và 44 doanh nghiệp giảm vốn (3.707 tỷ đồng); có 372 doanh nghiệp giải thể (2.202 tỷ đông). Lũy kế đến 2019, toàn tỉnh có 42.269 doanh nghiệp đăng ký kinh doanh, tổng vốn đăng ký 357.680 tỷ đồng.
- Đầu tư trực tiếp nước ngoài (đến 27/11/2019): Đã thu hút 03 tỷ 067 triệu đô la Mỹ (vượt 119% kế hoạch năm, tăng 49% cùng kỳ), gồm: 222 dự án đầu tư mới (1.480 triệu đô la Mỹ), 143 dự án điều chỉnh tăng vốn (893 triệu đô la Mỹ), 427 dự án góp vốn (701 triệu đô la Mỹ); có 03 dự án điều chỉnh giảm vốn (7 triệu đô la Mỹ). Lũy kế đến 2019, toàn tỉnh có 3.753 dự án có vốn đầu tư nước ngoài còn hiệu lực với tổng vốn đăng ký 34,23 tỷ đô la Mỹ.
- Kinh tế tập thể: Thành lập 25 hợp tác xã, vốn điều lệ 19 tỷ đồng (với 186 thành viên). Lũy kế đên 2019, toàn tỉnh có 137 tổ họp tác (1-314 thành viên) và 176 họp tác xã (26.253 thành viên). Nhiều mô hình hợp tác xã kiểu mới được mở rộng đầu tư, kinh doanh có hiệu quả, góp phần tạo việc làm, tăng thu nhập cho các thành viên.

Năm 2019, tình hình sản xuất công nghiệp tiếp tục phát triển, chuyển dịch nội bộ ngành theo hướng tích cực; công nghiệp chế biến, chế tạo đóng vai trò quan trọng của ngành; một số ngành công nghiệp chủ lực của tỉnh (gỗ, dày dép, dệt may, điện tử, linh kiện,...) có quy mô lớn, năng lực cạnh tranh, đạt giá trị xuất khẩu cao. Có 1.261 doanh nghiệp sản xuất công nghiệp đi vào hoạt động góp phần đưa chỉ sô phát triển công nghiệp tăng 9,86% (năm 2018 tăng 9,8%, KH 2019 tăng 9,5%).
Sản lượng điện thương phẩm 2019 ước đạt 13,6 tỷ KWh, tăng 9,1% so với cùng kỳ, duy trì tỷ lệ hộ dân sử dụng điện đạt 99,998%.
Theo thống kê cuối năm 2019, tổng sản phẩm trong tỉnh (GDRP) ước tăng 9,5% (kế hoạch 8,5-8,7%), bình quân đầu người đạt 146,9 triệu đồng (kế hoạch 140,6 triệu đồng). Cơ cấu kinh tế công nghiệp - dịch vụ - nông nghiệp - thuế sản phẩm trừ trợ cấp sản phẩm với tỉ trọng tương ứng là 66,8% - 22,4% - 2,6% - 8,2% (kế hoạch 63,7% - 25% - 3,2% - 8,1%). 

### Nông nghiệp
Tính đến trung tuần tháng 9, toàn tỉnh đã gieo trồng được 6.780,7 ha các loại cây hàng năm vụ mùa, bằng 97,4% cùng kỳ. Trong đó diện tích cây lúa gieo cấy 2.407 ha, bằng 93,9% cùng kỳ; cây ngô và cây lương thực có hạt khác 127,4 ha, tăng 0,2%; cây lấy củ có chất bột 1.665 ha, tăng 0,1%; cây rau, đậu, hoa các loại 1.735 ha, tăng 0,2%; diện tích cây hàng năm khác 382 ha, tăng 0,4% so cùng kỷ. Cùng với việc gieo trồng vụ mùa, toàn tỉnh đã thu hoạch lúa vụ hè thu được 1.321 ha, bằng 93,6% cùng kỳ, sản lượng lúa đạt 5,3 ngàn tấn, bằng 95,6% cùng kỳ. Ước tính diện tích các loại cây hàng năm, năm 2019 thực hiện 21.693 ha, bằng 98,8% cùng kỳ. Diện tích một số loại cây hàng năm (lúa, mỳ,...) giảm so với cùng kỳ là do người dân chuyển sang trồng cây ăn quả có hiệu quả kinh tế cao hơn. Mặc dù diện tích có giảm nhưng được người dân áp dụng các tiến bộ khoa học kỹ thuật, sử dụng giống mới, cũng như được đầu tư chăm sóc tốt nên năng suất một số cây trồng tăng so với cùng kỳ.
Năm 2019, chăn nuôi ứng dụng công nghệ cao tiếp tục phát triển với 133 trang trại gà; 141 trang trại heo; 10 trang trại vịt; 01 trang tại bò sữa; 2.870 hộ đầu tư sản xuất các mô hình nông nghiệp đô thị. Trước diễn biến phức tạp của bệnh dich tả heo Châu phi 2019 và các trang trại chăn nuôi theo phương thức truyền thống (trại hở) không tái đàn sau khi xuất bán nên tổng đàn lợn ước tính giảm so với cùng kỳ. Ước tính tổng đàn lợn hiện có: 615.789 con, giảm 1,3% so với cùng kỳ, giảm 7% so với thời điểm 01/4/2019; tổng đàn trâu: hiện có 5.321 con, bằng 91,8% so cùng kỳ; tổng đàn bò: 24.412 con, bằng 98,4% cùng kỳ; gia cầm: 10.289 ngàn con, tăng 5,5% so cùng kỳ, trong đó gà 10.072 ngàn con, tăng 5,4% so cùng kỳ.

### Lâm nghiệp
Ước tính 9 tháng năm 2019, diện tích rừng trồng chăm sóc 3.998 ha, tăng 0,6% so cùng kỳ. Khai thác lâm sản chủ yếu khai thác từ rừng trồng của lâm trường và các loại cây trồng phân tán, sản lượng gỗ khai thác là 8.536,1 m³, tăng 1,5% so cùng kỳ; sản lượng củi khai thác 9.013,4 Ste, tăng 1,4% so cùng kỳ.

### Thủy sản
Năm 2019, tiếp tục tổ chức hướng dẫn các cơ sở, trang trại và các hộ nuôi trồng thủy sản thực hiện vệ sinh ao hồ và các qui trình nuôi thả đúng quy định trên diện tích mặt nước nuôi trồng thủy sản hiện có là 364,9 ha, bằng 98,1% cùng kỳ. Sản lượng thủy sản 9 tháng năm 2019 thực hiện 2.425,6 tấn, tăng 2,2% so cùng kỳ, trong đó: sản lượng thủy sản khai thác 205,1 tấn, tăng 1,6%; sản lượng thủy sản nuôi trồng 2.220,5 tấn, tăng 2,2%.

### Truyền thông
Bình Dương đưa vào hoạt động Tổng đài đường dây nóng (1022) để tiếp nhận và xử lý những phản ánh của người dân và tổ chức, triển khai phòng họp không giấy (e-cabinet), cổng dịch vụ công mới với 600 dịch vụ công trực tuyến mức độ 3 và 97 dịch vụ cổng trực tuyến mức độ 4.

### Chợ
Tỉnh Bình Dương có một số chợ nổi tiếng như: Thủ Dầu Một, Lái Thiêu, Bình An, Tân Uyên, Bình Mỹ,...

### Làng nghề
- Nghề sơn mài truyền thống tại Bình Dương (Tương Bình Hiệp).
- Nghề chạm khắc gỗ trên đất Thủ  Bình Dương.
- Làng nghề gốm Bình Dương.

### Chính trị
Cơ quan chính trị cao nhất của tỉnh Bình Dương là Ban chấp hành Đảng bộ tỉnh Bình Dương, hay Đảng ủy tỉnh Bình Dương, gọi tắt Tỉnh ủy Bình Dương, là cơ quan lãnh đạo cao nhất của Đảng bộ Tỉnh Bình Dương giữa hai kỳ đại hội đại biểu Đảng bộ tỉnh. Đứng đầu Tỉnh ủy là Bí thư Tỉnh ủy và thường là ủy viên Ban chấp hành Trung ương Đảng. Bí thư Tỉnh ủy Bình Dương hiện nay là Nguyễn Văn Lợi.
Tháng 2 năm 1936 thực hiện nghị quyết Đại hội Đảng lần thứ nhất đồng thời để đáp ứng nhiệm vụ trong thời kỳ hiện tại Xứ ủy Nam Kỳ đã chỉ định Ban Chấp hành Tỉnh ủy lâm thời Thủ Dầu Một gồm 5 ủy viên. Đến tháng 1 năm 1937, Trung ương Đảng chính thức công nhận Tỉnh ủy lâm thời, với tên gọi chính thức là Ban chấp hành Đảng bộ tỉnh Thủ Dầu Một.
Khi Thế chiến II bùng nổ, chính quyền thực dân Pháp trấn áp các phòng trào đòi độc lập. Tháng 11 năm 1940, Khởi nghĩa Nam Kỳ nổ ra bất thành, chính quyền thực dân Pháp khủng bố ác liệt, nhiều đảng viên phải lẩn tránh nhiều nơi. Tỉnh ủy Thủ Dầu Một bị xóa sổ.
Giữa năm 1942, nhiều đảng viên tập hợp quay trở lại, tháng 3 năm 1943 Tỉnh ủy Thủ Dầu Một được tái lập. Tháng 5 năm 1943, Bí thư các Tỉnh ủy Thủ Dầu Một, Biên Hòa, Gia Định, Chợ Lớn, Tây Ninh họp lại thành lập Liên Tỉnh ủy miền Đông để chỉ đạo chung các phong trào tại địa phương.
Khi Cách mạng tháng 8 nổ ra, Tỉnh ủy chức tổng khởi nghĩa giành chính quyền tại tỉnh và thành lập Ủy ban nhân dân tỉnh. Giữa tháng 9, Ủy ban nhân dân tỉnh đổi tên thành Ủy ban Hành chánh kháng chiến tỉnh.
Cuối tháng 9 năm 1945, Liên quân Anh - Pháp nổ súng quân tái chiếm Nam Bộ. Chính quyền Việt Nam Dân chủ Cộng hòa tại Nam BỘ quyết định Nam Bộ kháng chiến. Thực hiện chủ trương "giải tán" của Đảng ngày 11/11/1945, Tỉnh ủy cũng tiến hành tự "giải tán", thực chất phát triển phong trào cách mạng dưới tên Việt Minh.
Theo chủ trương tháng 3 năm 1951 của Trung ương Đảng, Tỉnh ủy Thủ Dầu Một và Tỉnh ủy Biên Hòa sáp nhập thành Tỉnh ủy Thủ Biên, hoạt động đưới sự chỉ đạo của Phân liên khu ủy miền Đông gồm đặc khu Sài Gòn - Chợ Lớn, và 5 tỉnh Gia Định Ninh, Thủ Biên, Bà Rịa – Chợ Lớn, Mỹ Tho, Long Châu Sa. Đại diện cho Trung ương là cơ quan Xứ ủy Nam Bộ chỉ đạo hoạt động trên toàn miền Nam.
Sau khi Hiệp định Geneve được ký, Tỉnh ủy Thủ Biên chuẩn bị lực lượng thi hành Hiệp định. Theo các thảo thuận về tập kết 2 bên, Xứ ủy Nam Bộ quyết định phân chia lại địa bàn các tỉnh để phù hợp với tình hình mới. Cuối năm 1954, Tỉnh Thủ Biên tách lại 2 tỉnh Thủ Dầu Một và Biên Hòa. Tháng 1/1955 Hội nghị Ban Chấp hành tỉnh Thủ Dầu Một được tổ chức.
Sau khi Ngô Đình Diệm phế truất Bảo Đại làm Tổng thống, thực hiện chính sách "tố cộng, diệt cộng". Từ năm 1956, chính quyền Ngô Đình Diệm nhiều cuộc càn quét quy mô lớn khiến cho Tỉnh ủy Thủ Dầu Một tổn thất rất lớn. Đầu năm 1960, phong trào Đồng khởi tại Bến Tre nổ ra. Tỉnh ủy Thủ Dầu Một thành lập Ban chỉ đạo đồng khởi của tỉnh và tiến hành đồng khởi tại tỉnh tháng 2 năm 1960 và giành thắng lợi, chuyển cách mạng từ thế giữ gìn lực lượng sang thế tiến công.
Để phù hợp tình hình mới, Xứ ủy Nam Bộ sáp nhập 2 tỉnh Thủ Dầu Một, Biên Hòa thành tỉnh Thủ Biên. Tháng 9/1960 Ban chấp hành Đảng bộ tỉnh Thủ Biên được chỉ định. Đầu năm 1961 Trung ương Cục miền Nam được thành lập thay thế cho Xứ ủy Nam Bộ. Trung ương Cục quyết định tách ra, tái lập lại 2 tỉnh Biên Hòa, Thủ Dầu Một và thành lập tỉnh Phước Thành để phù hợp với chiến lược "chiến tranh đặc biệt" của Mỹ. Tháng 6/1961 Tỉnh ủy Thủ Dầu Một và Tỉnh ủy Phước Thành được thành lập.
Tháng 10/1967 Bộ Chính trị phê chuẩn Nghị quyết của Trung ương Cục miền Nam và Quân ủy Miền về tiến hành tổng công kích-tổng khởi nghĩa, còn gọi "Nghị quyết Quang Trung". Trung ương Cục quyết định sắp xếp lại các lực lượng để tiến hành Tổng khởi nghĩa. Tổ chức thành 5 phân khu hướng tiến công Sài Gòn-Gia Định và khu vực xung quanh. Căn cứ vào tình hình chiến trường, Trung ương Cục quyết định thành lập Ban Chấp hành các phân khu thay cho các Tỉnh ủy. Tỉnh ủy Thủ Dầu Một được sáp nhập vào Ban chấp hành Phân khu ủy Phân khu 5.
Tháng 6/1969 Chính phủ Cách mạng lâm thời Cộng hòa miền Nam Việt Nam được thành lập. Để đáp ứng nhiệm vụ mới, tháng 5/1971 Trung ương Cục quyết định sáp nhập Phân khu 5 và tỉnh Biên Hòa thành Phân khu Thủ Biên, Trung ương Cục chỉ định Ban chấp hành Phân khu ủy Thủ Biên. Đến cuối năm 1972, Trung ương Cục quyết định tổ chức lại chiến trường miền Đông Nam Bộ, giải thể các Phân khu, thành lập lại các tỉnh. Tháng 9/1972 Phân khu Thủ Biên được giải thể, tỉnh Thủ Dầu Một được tái lập. Trung ương cục chỉ định Tỉnh ủy Thủ Dầu Một.
Tháng 12/1975 Bộ Chính trị ban hành Nghị quyết số 19-NQ/TW về phát triển đất nước sau chiến tranh. Thực hiện Nghị quyết, Chính phủ Cách mạng lâm thời miền Nam Việt Nam đã ban hành các nghị quyết giải thể khu, hợp nhất một số tỉnh ở miền Nam. Tháng 2/1976 tỉnh Thủ Dầu Một và Bình Phước được sáp nhập thành tỉnh Sông Bé, đồng thời Trung ương Cục cũng chỉ định Ban Chấp hành lâm thời Đảng bộ tỉnh Sông Bé. Tháng 11/1976, Đại hội Đại biểu Đảng bộ tỉnh Sông Bé lần thứ nhất (vòng 1) diễn ra từ ngày 10-20/11/1976, nhiệm vụ chính là tham gia thảo luận ý kiến chính trị, bầu đại biểu tham dự Đại hội Đại biểu toàn quốc lần thứ VI của Đảng. Ngày 19/4/1977, Đại hội Đại biểu Đảng bộ tỉnh Sông Bé lần thứ nhất (vòng 2) được khai mạc. Đại hội đã chính thức bầu Ban Chấp hành Đảng bộ tỉnh Sông Bé với nhiệm kỳ 1976-1979. Sau Đại hội, Tỉnh ủy tiến hành đại hội Đảng vòng 2 ở các Đảng bộ trực thuộc tỉnh ủy.
Tại kỳ họp thứ 10 (15/10-12/11/1996) Quốc hội khóa IX ra nghị quyết về việc chia tách tỉnh và điều chỉnh địa giới hành chính, trong đó có tỉnh Sông Bé. Ngày 1/11/1997 tỉnh Bình Dương được tái lập. Trước đó ngày 12/12/1996 Bộ Chính trị ra Nghị quyết 118-QĐNS/TW thành lập Đảng bộ Bình Dương và chỉ định Ban Chấp hành lâm thời Đảng bộ tỉnh Bình Dương.
Thực hiện Chỉ thị 51-CT/TW của Ban Bí thư và Hướng dẫn 06-HD/TC-TW ngày 23/7/1997 của Ban Tổ chức Trung ương về việc chuẩn bị và tiến hành Đại hội Đảng bộ các tỉnh, thành phố mới được chia tách. Tỉnh ủy lâm thời tổ chức Đại hội Đại biểu Đảng bộ tỉnh Bình Dương lần thứ VI từ 17-19/12/1997. Đại hội chính thức bầu Ban Chấp hành Đảng bộ tỉnh Bình Dương khóa VI gồm 47 ủy viên.
Các đời Bí thư Tỉnh ủy
Giai đoạn 1936-1976
| Stt | Họ và tên         | Nhiệm kỳ                                   | Chức vụ                                                                                       | Ghi chú                          |
| --- | ----------------- | ------------------------------------------ | --------------------------------------------------------------------------------------------- | -------------------------------- |
| 1   | Trương Văn Nhâm   | 2/1936-12/1936                             | Xứ ủy viên Xứ ủy Nam Kỳ Bí thư Tỉnh ủy lâm thời Thủ Dầu Một                                   | Nhận nhiệm vụ khác               |
| 2   | Hồ Văn Cống       | 1/1937-2/1943                              | Bí thư Tỉnh ủy Thủ Dầu Một                                                                    | Bị Pháp bắt                      |
| 3   | Văn Công Khai     | 3/1943-3/1946                              | Bí thư Tỉnh ủy Thủ Dầu Một Trưởng ban Ủy ban khởi nghĩa tỉnh (1945)                           |                                  |
| 4   | Nguyễn Văn Tiết   | 3/1946-4/1948                              | Bí thư Tỉnh ủy Thủ Dầu Một Chủ nhiệm Tỉnh bộ Việt Minh                                        |                                  |
| 5   | Vũ Duy Hanh       | 4/1948-9/1949                              | Bí thư Tỉnh ủy Thủ Dầu Một                                                                    |                                  |
| 6   | Nguyễn Quang Việt | 10/1949-5/1951 5/1951-1/1955               | Bí thư Tỉnh ủy Thủ Dầu Một Bí thư Tỉnh ủy Thủ Biên                                            |                                  |
| 7   | Lê Đình Nhơn      | 1/1955-9/1956                              | Bí thư Tỉnh ủy Thủ Dầu Một                                                                    | Bị chính quyền Ngô Đình Diệm bắt |
| 8   | Võ Văn Đợi        | 10/1956-9/1960                             | Bí thư Tỉnh ủy Thủ Dầu Một                                                                    |                                  |
| 9   | Lê Quang Chữ      | 9/1960-6/1961                              | Bí thư Tỉnh ủy Thủ Biên                                                                       |                                  |
| 10  | Nguyễn Văn Trung  | 6/1961-5/1965                              | Bí thư Tỉnh ủy Thủ Dầu Một                                                                    |                                  |
| 11  | Trần Quốc Ân      | 5/1965-11/1965                             | Bí thư Tỉnh ủy Thủ Dầu Một                                                                    |                                  |
| 10  | Nguyễn Văn Trung  | 11/1965-10/1967                            | Bí thư Tỉnh ủy Thủ Dầu Một                                                                    |                                  |
| 11  | Hoàng Minh Đạo    | 10/1967-6/1969                             | Bí thư Phân khu ủy kiêm Chính ủy lực lượng vũ trang Phân khu 5                                |                                  |
| 12  | Nguyễn Văn Trung  | 6/1969-5/1971 5/1971-9/1972 9/1972-10/1974 | Bí thư Phân khu ủy Phân khu 5 Bí thư Phân khu ủy Phân khu Thủ Biên Bí thư Tỉnh ủy Thủ Dầu Một |                                  |
| 13  | Nguyễn Văn Luông  | 10/1974-12/1975                            | Bí thư Tỉnh ủy Thủ Dầu Một                                                                    |                                  |

Giai đoạn 1976-1997
| STT | Đại hội Đảng bộ | Tên               | Nhiệm kỳ        | Chức vụ                                        | Phó Bí thư                                                      | Ghi chú                                     |
| --- | --------------- | ----------------- | --------------- | ---------------------------------------------- | --------------------------------------------------------------- | ------------------------------------------- |
| 1   | -               | Đỗ Văn Nuống      | 1/1976-4/1977   | Bí thư Tỉnh ủy lâm thời Sông Bé                | Phạm Trinh Kiên Phó Bí thư Thường trực                          |                                             |
| 1   | -               | Đỗ Văn Nuống      | 1/1976-4/1977   | Bí thư Tỉnh ủy lâm thời Sông Bé                | Nguyễn Văn Luông Chủ tịch Ủy ban nhân dân tỉnh                  |                                             |
| 1   | I               | Đỗ Văn Nuống      | 4/1977-1/1980   | Bí thư Tỉnh ủy Sông Bé                         | Lê Văn Thâm Phó Bí thư Thường trực                              |                                             |
| 1   | I               | Đỗ Văn Nuống      | 4/1977-1/1980   | Bí thư Tỉnh ủy Sông Bé                         | Nguyễn Văn Luông Chủ tịch Ủy ban nhân dân tỉnh                  |                                             |
| 1   | II              | Đỗ Văn Nuống      | 1/1980-5/1980   | Bí thư Tỉnh ủy Sông Bé                         | Lê Văn Thâm Phó Bí thư Thường trực                              |                                             |
| 1   | II              | Đỗ Văn Nuống      | 1/1980-5/1980   | Bí thư Tỉnh ủy Sông Bé                         | Nguyễn Văn Luông Chủ tịch Ủy ban nhân dân tỉnh                  |                                             |
| 2   | II              | Nguyễn Văn Luông  | 5/1980-4/1983   | Bí thư Tỉnh ủy Sông Bé                         | Lê Văn Thâm Phó Bí thư Thường trực                              |                                             |
| 2   | II              | Nguyễn Văn Luông  | 5/1980-4/1983   | Bí thư Tỉnh ủy Sông Bé                         | Nguyễn Như Phong Chủ tịch Ủy ban nhân dân tỉnh                  |                                             |
| 2   | III             | Nguyễn Văn Luông  | 4/1983-11/1986  | Bí thư Tỉnh ủy Sông Bé                         | Lê Văn Thâm Phó Bí thư Thường trực                              |                                             |
| 2   | III             | Nguyễn Văn Luông  | 4/1983-11/1986  | Bí thư Tỉnh ủy Sông Bé                         | Nguyễn Như Phong Chủ tịch Ủy ban nhân dân tỉnh                  |                                             |
| 2   | IV              | Nguyễn Văn Luông  | 11/1986-12/1991 | Bí thư Tỉnh ủy Sông Bé                         | Lê Văn Thâm Phó Bí thư Thường trực                              |                                             |
| 2   | IV              | Nguyễn Văn Luông  | 11/1986-12/1991 | Bí thư Tỉnh ủy Sông Bé                         | Trần Ngọc Khanh Chủ tịch Ủy ban nhân dân tỉnh                   |                                             |
| 2   | IV              | Nguyễn Văn Luông  | 11/1986-12/1991 | Bí thư Tỉnh ủy Sông Bé                         | Nguyễn Minh Triết Ủy viên Trung ương Đảng                       | Ban Bí thư Trung ương bổ sung tháng 10/1989 |
| 3   | V               | Nguyễn Minh Triết | 12/1991-4/1996  | Ủy viên Trung ương Đảng Bí thư Tỉnh ủy Sông Bé | Cao Văn Chi Phó Bí thư Thường trực                              |                                             |
| 3   | V               | Nguyễn Minh Triết | 12/1991-4/1996  | Ủy viên Trung ương Đảng Bí thư Tỉnh ủy Sông Bé | Hồ Minh Phương Chủ tịch Ủy ban nhân dân tỉnh (đến tháng 2/1994) |                                             |
| 3   | V               | Nguyễn Minh Triết | 12/1991-4/1996  | Ủy viên Trung ương Đảng Bí thư Tỉnh ủy Sông Bé | Nguyễn Minh Đức Chủ tịch Ủy ban nhân dân tỉnh                   | bổ sung tháng 12/1994                       |
| 3   | VI              | Nguyễn Minh Triết | 4/1996-12/1996  | Ủy viên Trung ương Đảng Bí thư Tỉnh ủy Sông Bé | Hồ Minh Phương Phó Bí thư Thường trực                           |                                             |
| 3   | VI              | Nguyễn Minh Triết | 4/1996-12/1996  | Ủy viên Trung ương Đảng Bí thư Tỉnh ủy Sông Bé | Nguyễn Minh Đức Chủ tịch Ủy ban nhân dân tỉnh                   |                                             |

Giai đoạn 1997 - nay
| STT | Đại hội Đảng bộ | Tên             | Nhiệm kỳ        | Chức vụ                                           | Phó Bí thư                                                           | Ghi chú                |
| --- | --------------- | --------------- | --------------- | ------------------------------------------------- | -------------------------------------------------------------------- | ---------------------- |
| 1   | -               | Nguyễn Minh Đức | 12/1996-12/1997 | Bí thư Tỉnh ủy lâm thời Bình Dương                | Phan Văn Đương Phó Bí thư Thường trực Tỉnh ủy lâm thời               |                        |
| 1   | -               | Nguyễn Minh Đức | 12/1996-12/1997 | Bí thư Tỉnh ủy lâm thời Bình Dương                | Hồ Minh Phương Chủ tịch Ủy ban nhân dân tỉnh                         |                        |
| 1   | VI              | Nguyễn Minh Đức | 12/1997-1/2001  | Bí thư Tỉnh ủy Bình Dương                         | Phan Văn Đương Phó Bí thư Thường trực Tỉnh ủy                        |                        |
| 1   | VI              | Nguyễn Minh Đức | 12/1997-1/2001  | Bí thư Tỉnh ủy Bình Dương                         | Hồ Minh Phương Chủ tịch Ủy ban nhân dân tỉnh                         |                        |
| 1   | VII             | Nguyễn Minh Đức | 1/2001-7/2004   | Bí thư Tỉnh ủy Bình Dương                         | Mai Thế Trung Ủy viên Trung ương Đảng Phó Bí thư Thường trực Tỉnh ủy |                        |
| 1   | VII             | Nguyễn Minh Đức | 1/2001-7/2004   | Bí thư Tỉnh ủy Bình Dương                         | Hồ Minh Phương Chủ tịch Ủy ban nhân dân tỉnh                         |                        |
| 2   | VII             | Mai Thế Trung   | 7/2004-12/2005  | Ủy viên Trung ương Đảng Bí thư Tỉnh ủy Bình Dương | Vũ Minh Sang Phó Bí thư Thường trực Tỉnh ủy                          |                        |
| 2   | VII             | Mai Thế Trung   | 7/2004-12/2005  | Ủy viên Trung ương Đảng Bí thư Tỉnh ủy Bình Dương | Nguyễn Hoàng Sơn Chủ tịch Ủy ban nhân dân tỉnh                       |                        |
| 2   | VIII            | Mai Thế Trung   | 12/2005-9/2010  | Ủy viên Trung ương Đảng Bí thư Tỉnh ủy Bình Dương | Vũ Minh Sang Phó Bí thư Thường trực Tỉnh ủy                          |                        |
| 2   | VIII            | Mai Thế Trung   | 12/2005-9/2010  | Ủy viên Trung ương Đảng Bí thư Tỉnh ủy Bình Dương | Nguyễn Hoàng Sơn Chủ tịch Ủy ban nhân dân tỉnh                       |                        |
| 2   | IX              | Mai Thế Trung   | 9/2010-10/2015  | Ủy viên Trung ương Đảng Bí thư Tỉnh ủy Bình Dương | Vũ Minh Sang Phó Bí thư Thường trực Tỉnh ủy                          | Nghỉ hưu tháng 11/2013 |
| 2   | IX              | Mai Thế Trung   | 9/2010-10/2015  | Ủy viên Trung ương Đảng Bí thư Tỉnh ủy Bình Dương | Lê Thanh Cung Chủ tịch Ủy ban nhân dân tỉnh (đến 12/2014)            | Nghỉ hưu 2015          |
| 2   | IX              | Mai Thế Trung   | 9/2010-10/2015  | Ủy viên Trung ương Đảng Bí thư Tỉnh ủy Bình Dương | Phạm Văn Cành Chủ tịch Hội đồng nhân dân tỉnh                        | Bổ sung tháng 11/2013  |
| 2   | IX              | Mai Thế Trung   | 9/2010-10/2015  | Ủy viên Trung ương Đảng Bí thư Tỉnh ủy Bình Dương | Nguyễn Hữu Từ                                                        | Bổ sung tháng 3/2014   |
| 2   | IX              | Mai Thế Trung   | 9/2010-10/2015  | Ủy viên Trung ương Đảng Bí thư Tỉnh ủy Bình Dương | Trần Văn Nam Chủ tịch Ủy ban nhân dân tỉnh (từ 1/2015)               | Bổ sung tháng 12/2014  |
| 3   | X               | Trần Văn Nam    | 10/2015-10/2020 | Ủy viên Trung ương Đảng Bí thư Tỉnh ủy Bình Dương | Phạm Văn Cành Chủ tịch Hội đồng nhân dân tỉnh                        | Nghỉ hưu tháng 12/2018 |
| 3   | X               | Trần Văn Nam    | 10/2015-10/2020 | Ủy viên Trung ương Đảng Bí thư Tỉnh ủy Bình Dương | Nguyễn Hữu Từ                                                        | Qua đời tháng 11/2018  |
| 3   | X               | Trần Văn Nam    | 10/2015-10/2020 | Ủy viên Trung ương Đảng Bí thư Tỉnh ủy Bình Dương | Trần Thanh Liêm Chủ tịch Ủy ban nhân dân tỉnh                        | Đến tháng 10/2020      |
| 3   | XI              | Trần Văn Nam    | 10/2020-7/2021  | Ủy viên Trung ương Đảng Bí thư Tỉnh ủy Bình Dương | Nguyễn Hoàng Thao Chủ tịch Ủy ban nhân dân tỉnh                      |                        |
| 3   | XI              | Trần Văn Nam    | 10/2020-7/2021  | Ủy viên Trung ương Đảng Bí thư Tỉnh ủy Bình Dương | Võ Văn Minh Chủ tịch Hội đồng nhân dân tỉnh                          |                        |
|     | XI              | Nguyễn Văn Lợi  | 7/2021 -nay     | Ủy viên Trung ương Đảng Bí thư Tỉnh ủy Bình Dương |                                                                      |                        |

## Giáo dục
Hiện nay trên địa bàn tỉnh Bình Dương có hơn 250 ngôi trường công lập đã đi vào hoạt động gồm các cấp: TH-THCS-THPT-CĐ-ĐH. Ngoài ra, trên địa bàn tỉnh còn các trường tư thục đã liên thông lên đại học, các Trung tâm giáo dục thường xuyên, các trường nghề và các trường trung cấp đã đi vào hoạt động nhằm mục đích phát triển trong việc học tập của học sinh cũng như việc giáo dục của tỉnh Bình Dương.

### Danh sách trường đại học
| Tên trường                                          | Địa chỉ                                                 | Website       | Ghi chú      |
| --------------------------------------------------- | ------------------------------------------------------- | ------------- | ------------ |
| Phân hiệu Trường Đại học Thủy lợi tại Bình Dương    | 68 Cách Mạng Tháng Tám, P. An Thạnh, TP. Thuận An       |               | Phân hiệu    |
| Trường Đại học Bình Dương                           | 504 Đại lộ Bình Dương, P. Hiệp Thành, TP. Thủ Dầu Một   |               | Trụ sở chính |
| Trường Đại học Bình Dương                           | Khu phố Kiến Điền, P. An Điền, TP. Bến Cát              | Cơ sở Bến Cát |              |
| Trường Đại học Khoa học Sức khỏe                    | Khu đô thị Đại học Quốc gia Thành phố Hồ Chí Minh       |               |              |
| Trường Đại học Kinh tế – Kỹ thuật Bình Dương        | 333 Thuận Giao 16, P. Thuận Giao, TP. Thuận An          |               | Trụ sở chính |
| Trường Đại học Mở Thành phố Hồ Chí Minh             | 68 Lê Thị Riêng, P. Phú Lợi, TP. Thủ Dầu Một            |               | Cơ sở 5      |
| Trường Đại học Quốc tế Miền Đông                    | 3M38+6F3 Nam Kỳ Khởi Nghĩa, P. Hòa Phú, TP. Thủ Dầu Một |               | Trụ sở chính |
| Trường Đại học Thủ Dầu Một                          | 6 Trần Văn Ơn, P. Phú Hòa, TP. Thủ Dầu Một              |               | Trụ sở chính |
| Trường Đại học Việt Đức                             | Đường Vành đai 4, P. Thới Hòa, TP. Bến Cát              |               | Trụ sở chính |
| Trường Sĩ quan Công binh (Trường Đại học Ngô Quyền) | 229B Bạch Đằng, P. Phú Cường, TP. Thủ Dầu Một           |               |              |

Danh sách các trường Cao đẳng, Trung học chuyên nghiệp và dạy nghề:
- Cao đẳng Y tế Bình Dương
- Cao đẳng Nghề Việt Nam - Singapore
- Cao đẳng nghề Đồng An
- Cao đẳng nghề kỹ thuật công nghệ
- Trường Trung cấp nghề tỉnh Bình Dương
- Trường Trung cấp nghề Thủ Dầu Một
- Trường Trung cấp Nông Lâm nghiệp
- Trường Trung cấp Kinh tế Tài chính
- Trường Trung cấp Bách Khoa
- Trường Trung cấp nghề Việt - Hàn Bình Dương
- Trường trung cấp kinh tế và công nghệ Đông Nam
- Trường Trung cấp Mỹ thuật Văn hóa Bình Dương.

Tính vào thời điểm cuối tháng 11 năm 2019, trên địa bàn toàn tỉnh có khoảng 180 nhà trẻ - mầm non - mẫu giáo, 136 trường tiểu học, 67 trường trung học cơ sở, 35 trường trung học phổ thông, 7 trung tâm giáo dục thường xuyên, 9 trường đại học và cao đẳng.. Theo số liệu sơ bộ của ngành Giáo dục và Đào tạo, tổng số học sinh các cấp học từ mầm non đến trung học phổ thông toàn tỉnh năm học 2019-2020 có 493.347 học sinh, tăng thêm 34.933 học sinh (tăng 7%) so với năm học trước, số học sinh tăng cơ học (tuyển sinh vào lớp 1) là 8.926, chủ yếu tại Thuận An (2.788), thị xã Bến Cát (2.695). Một số địa phương vượt quy định số học sinh cấp tiểu học (35 học sinh/lớp) như thị xã Bến Cát (trung bình 48 học sinh/lớp), Dĩ An (trung bình 47 học sinh/lớp), Thuận An (trung bình 46 học sinh/lớp).

### Y tế
Công tác khám chữa bệnh được quan tâm thực hiện, đáp ứng nhu cầu phục vụ nhân dân. Theo thống kê tháng 9 năm 2019, tổng số lần khám bệnh của các bệnh viện trên địa bàn tỉnh là 4.210.714 lượt người, đạt 67% kế hoạch (trong đó: các bệnh viện ngoài công lập khám 1.688.455 lượt người, chiếm tỷ lệ 40%).

## Dân cư
Dân số trung bình năm 2021 của tỉnh Bình Dương là 2.685.513 người, tăng 104.963 người, tương đương tăng 4,07% so với năm 2020, bao gồm: dân số thành thị 2.266.771 người, chiếm 84,4%; dân số nông thôn 418.742 người, chiếm 15,6%; dân số nam là 1.373.424 người, chiếm 51,1%; dân số nữ là 1.312.089 người, chiếm 48,9%; mật độ dân số là 997 người/km2. Tổng tỷ suất sinh năm 2021 đạt 1,62 con/phụ nữ. Tỷ suất sinh thô là 18,22%; tỷ suất chết thô là 3,6%. Tỷ suất chết của trẻ em dưới 1 tuổi là 8,7%. Tỷ suất chết của trẻ em dưới 5 tuổi là 14,35%. Tuổi thọ trung bình của dân số tỉnh năm 2021 là gần 75 năm, trong đó, nam hơn 72 năm, nữ gần 78 năm. Tỷ lệ tăng dân số chung của tỉnh là 4,54%, trong đó, cả 02 khu vực thành thị và nông thôn đều có tỷ lệ tăng dân số chụng là 4,5%.
Trên địa bàn Bình Dương có khoảng 15 dân tộc, nhưng đông nhất là người Kinh và sau đó là người Hoa, người Khmer,... Bình Dương cũng là tỉnh có tỷ lệ đô thị hóa cao nhất cả nước với tỷ lệ 84,95% (tính đến năm 2024).
Theo thông cáo báo chí Kết quả Tổng điều tra Dân số và Nhà ở năm 2019 thì toàn quốc có 12 tỉnh, thành phố trực thuộc Trung ương có tỷ suất di cư thuần dương, nghĩa là người nhập cư nhiều hơn người xuất cư. Trong đó, tỉnh Bình Dương có tỷ suất di cư thuần dương cao nhất (200,4‰) với hơn 489 nghìn người nhập cư nhưng chỉ có khoảng 38 nghìn người xuất cư khỏi tỉnh này trong 5 năm trước. Như vậy, cứ 5 người từ 5 tuổi trở lên ở tỉnh Bình Dương thì có 1 người đến từ tỉnh khác. Hơn nữa theo thông cáo này, Bình Dương cũng là tỉnh có tỷ lệ người di cư phải thuê/mượn nhà cao nhất cả nước (74,5%).
Tính đến ngày 1 tháng 4 năm 2019, toàn tỉnh có 13 tôn giáo khác nhau đạt 186.021 người, nhiều nhất là Công giáo có 108.260 người, tiếp theo là Phật giáo đạt 58.220 người, Phật giáo Hòa Hảo có 10.619 người, đạo Cao Đài có 5.962 người, đạo Tin Lành chiếm 1.962 người, Hồi giáo có 745 người, Đạo Tứ Ân Hiếu Nghĩa đạt 110 người. Còn lại các tôn giáo khác như Tịnh độ cư sĩ Phật hội Việt Nam có 85 người, Bà La Môn có 20 người, Minh Lý Đạo có 13 người, Minh Sư Đạo có 12 người, Bửu Sơn Kỳ Hương có 7 người và 6 người theo Baha'i giáo.

## Văn hóa - du lịch

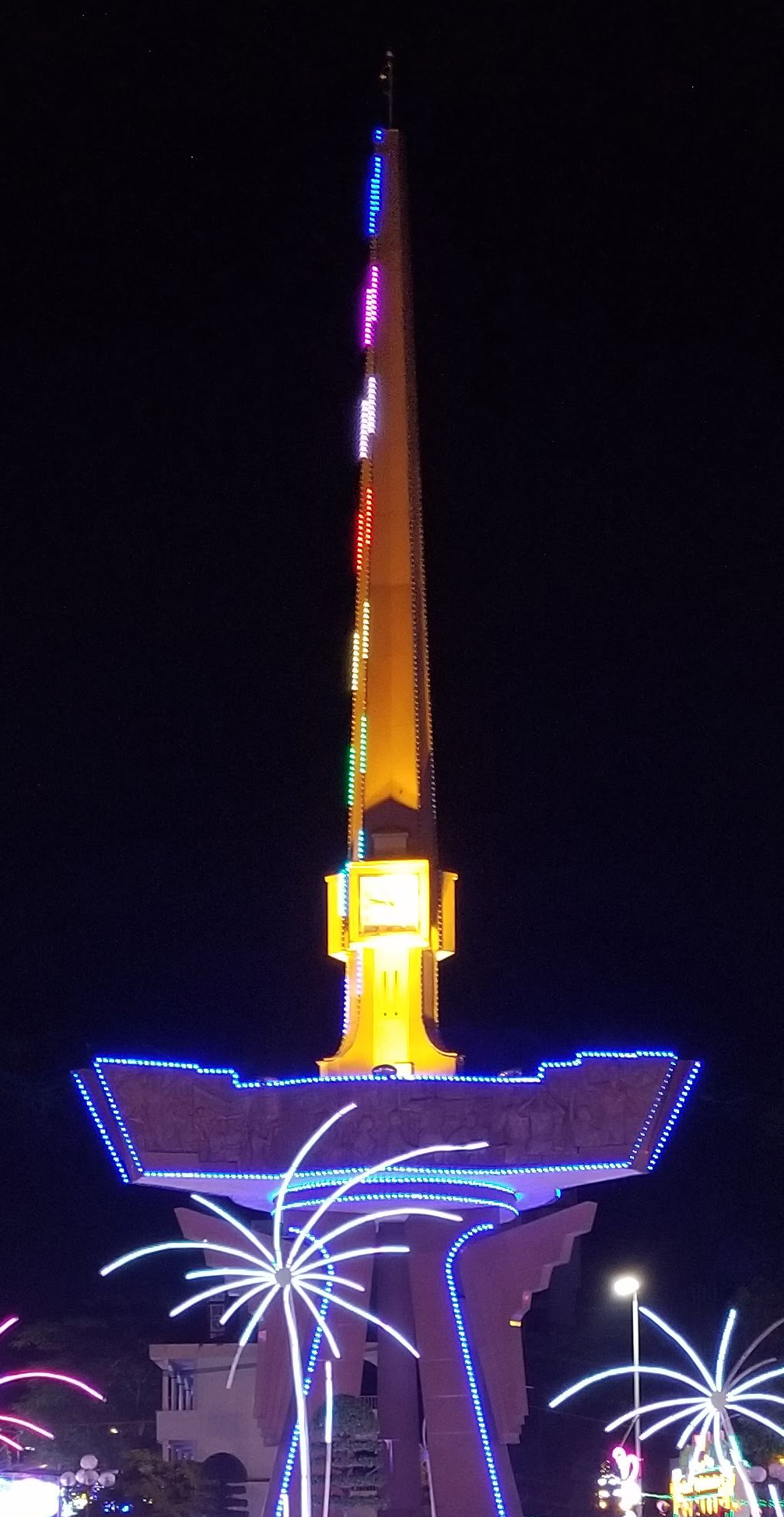
Tháp đồng hồ vòng xoay ngã sáu Thủ Dầu Một

Bình Dương có các làng nghề truyền thống, như điêu khắc gỗ, làm đồ gốm và tranh sơn mài. Từ xa xưa các sản phẩm gốm mỹ nghệ, sơn mài và điêu khắc của Bình Dương đã tham gia hội chợ quốc tế, đồng thời cũng đã xuất khẩu sang Pháp và nhiều nước trong khu vực.
Tổ chức các chương trình quảng bá thông tin, hình ảnh du lịch tỉnh Bình Dương tại các sự kiện Du xuân Bình Dương 2019, Lễ hội Hương Bưởi Bạch Đằng, Lễ hội "Lái Thiêu mùa trái chín", Hội chợ du lịch Quốc tế Việt Nam - VITM Ha Noi 2019, Ngày hội du lịch Thành phố Hồ Chí Minh, Lễ hội bánh dân gian Nam bộ lần thứ 8 năm 2019 tại Thành phố cần Thơ và Hội chợ Du lịch Quốc tế ITE - Thành phố Hồ Chí Minh năm 2019. Trong 9 tháng năm 2019, ước tính có gần 26 triệu lượt khách đến tham quan du lịch, tăng 5,2% so cùng kỳ, doanh thu ước đạt 955 tỷ đồng, tăng 14% so cùng kỳ; riêng Khu du lịch Đại Nam Văn hoá, Du lịch, Thể thao thu hút hon 560 ngàn lượt khách với doanh thu đạt 188 tỷ đồng. Bình Dương tuyên truyền, cổ động và tổ chức các hoạt động biểu diễn nghệ thuật chào mừng năm mới và các ngày Lễ, kỷ niệm lớn của đất nước, các sự kiện chính trị của địa phương diễn ra sôi nổi, rộng khắp; các thiết chế văn hóa, thể thao và di tích từ cấp tỉnh đến cơ sở tiếp tục được quan tâm đầu tư xây dựng, tu bổ và khai thác phát huy; hoàn chỉnh hồ sơ đề nghị Thủ tướng Chính phủ công nhận 22 hiện vật "Bộ dụng cụ dệt Phú Chánh" là bảo vật quốc gia; tổ chức lễ đón nhận xếp hạng di tích quốc gia đối với Đình thần Dĩ An (phường Dĩ An, thành phố Dĩ An); công tác tổ chức và quản lý lễ hội được thực hiện đảm bảo chu đáo, đúng quy định, trong đó Lễ hội Chùa Bà - Rằm tháng Giêng và các lễ hội mang đặc trưng văn hóa của địa phương như: "Trái cây mùa trái chín", "Hương bưởi Bạch Đằng" đã tạo những nét đẹp văn hoá, nhiều ý nghĩa trong cộng đồng, được dư luận xã hội đồng tình hưởng ứng.
| - Lạc Cảnh Đại Nam Văn Hiến - Nhà thờ Chánh Tòa Phú Cường - Công viên nước Bình Dương - Khu du lịch Đại Nam - Khu du lịch Dìn Ký - Sân golf Sông Bé - Sân golf Phú Mỹ - Thành phố mới Bình Dương - Mekong golf Villas - Công viên du lịch nghỉ dưỡng Mắt Xanh. | - Di tích danh thắng Địa đạo Tam giác sắt Tây Nam Bến Cát Chợ Thủ Dầu Một Núi Cậu Lòng Hồ Dầu Tiếng Sở chỉ huy tiền phương chiến dịch Hồ Chí Minh Chiến khu Đ Nhà ông Trần Văn Hổ (Tự Đẩu) Nhà cổ Trần Công Vàng Chùa Hội Khánh Núi Châu Thới Nhà tù Phú Lợi Di tích Cù Lao Rùa (Cù Lao Thạch Hội) Di tích Dốc Chùa Di tích Mỹ Lộc (gò Đá, gò Chùa) Di tích Phú Chánh Nhà máy xe lửa Dĩ An Chiến khu Thuận An Hòa Di tích lịch sử rừng Kiến An Di tích Bộ chỉ huy tiền phương chiến dịch Hồ Chí Minh |

### Lễ hội
- Lễ hội chùa Bà Thiên Hậu hay còn được gọi là lễ hội chùa Bà, được diễn ra vào rằm tháng giêng mỗi năm. Lễ hội chùa Bà Bình Dương được tổ chức tại chùa Bà Thiên Hậu ở Thủ Dầu Một, là nơi mà hàng nghìn du khách thập phương từ nhiều tỉnh đổ về. Lễ hội chùa Bà Bình Dương độc đáo hơn ở các tỉnh khác ở chỗ tất cả các dịch vụ nước uống, đồ ăn, vá xe, khăn lạnh đều được người dân địa phương hỗ trợ miễn phí.[47][48]
- Lễ hội Miếu Ông Bổn của người Hoa Phúc Kiến họ Lý (được diễn ra là vào mùa xuân là ngày 16 tháng Giêng âm lịch và 3 năm đáo lệ tổ chức sinh nhật ông vào mùa thu là ngày 4 tháng 7 âm lịch), tại Phước An Miếu. Lễ rước ông tuần du bắt đầu vào lúc 12h trưa đến 2 giờ sáng hôm sau. Trên đường đi có dịch vụ phát nước và khăn lạnh miễn phí.
- Lễ hội Kỳ Yên (hay còn gọi là cộ ông Bổn của người Hoa Phúc Kiến họ Vương) được tổ chức vào ngày 24 tháng hai âm lịch đến ngày 26 tháng hai âm lịch hằng năm do bốn góc luân phiên nhau tổ chức (Bà Lụa,Lái Thiêu,Chòm Sao,Tân Phước Khánh). Lễ rước ông tuần du bắt đầu vào lúc 2 giờ khuya đến 11 giờ trưa. Trên đường đi các hộ gia đình người Hoa có dịch vụ phát nước, khăn lạnh và bánh bao, bánh mì miễn phí. Tại chùa ông Bổn có hoạt động ca hát tuồng cổ do đoàn hát bội tuồng cổ Ngọc Khanh biễu diễn thu hút người dân đến xem.
- Lễ hội Nhật Bản (diễn ra tại thành phố mới Bình Dương do tập đoàn Becamex tổ chức)
- Liên hoan ẩm thực đường phố tỉnh Bình Dương[49]

## Giao thông
Bình Dương là một tỉnh có hệ thống giao thông đường bộ và đường thủy rất quan trọng nối liền giữa các vùng trong và ngoài tỉnh. 

### Đường bộ

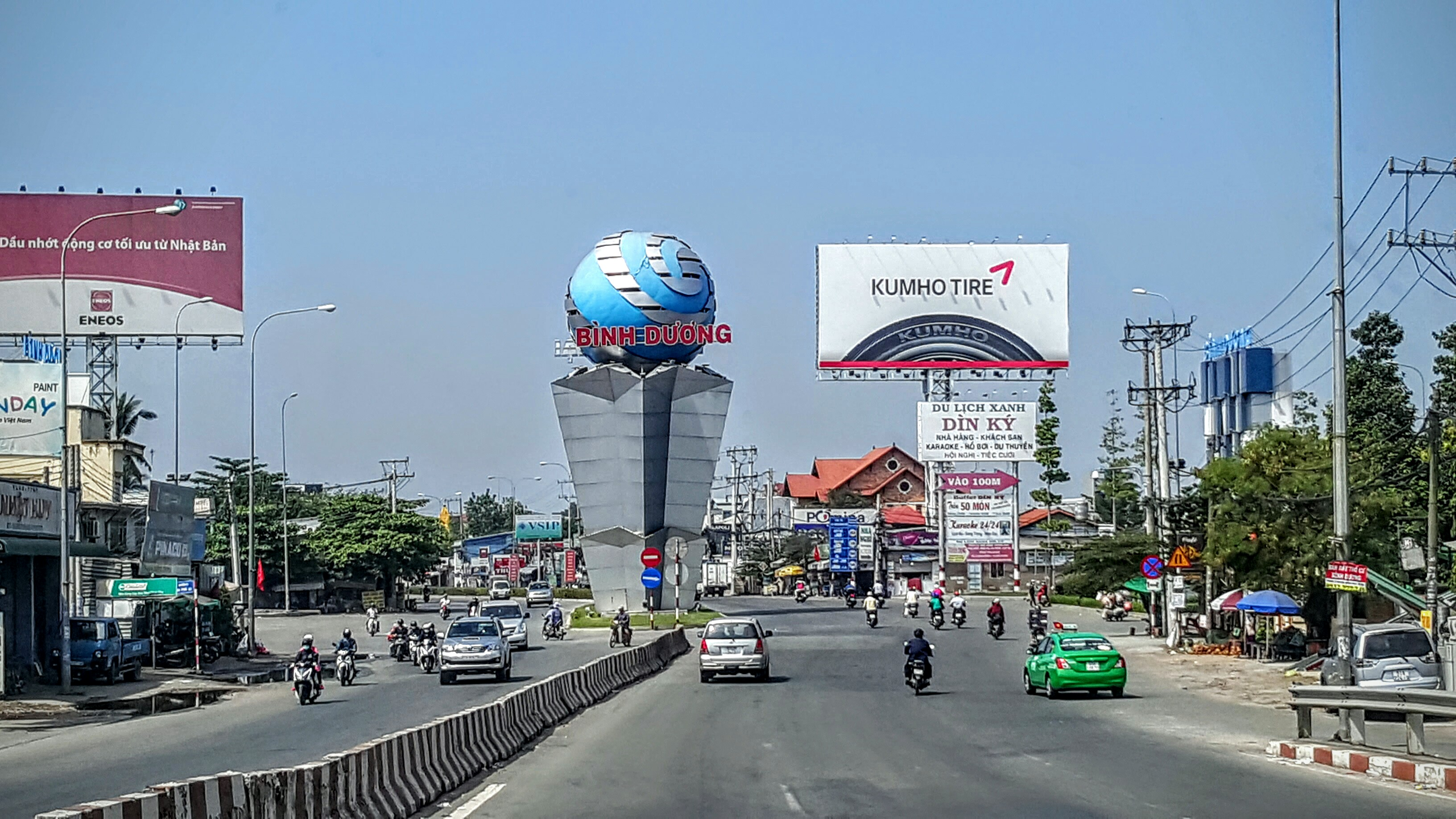
Cổng chào Bình Dương tại Quốc lộ 13

Trong hệ thống đường bộ, Quốc lộ 13 là con đường chiến lược cực kỳ quan trọng xuất phát từ Thành phố Hồ Chí Minh, chạy suốt chiều dài của tỉnh từ phía nam lên phía bắc, qua tỉnh Bình Phước và nối Vương quốc Campuchia xuyên đến biên giới Thái Lan và Lào. Đây là con đường có ý nghĩa chiến lược cả về quân sự và kinh tế. Đường Quốc lộ 14, từ Tây Ninh qua Dầu Tiếng đi Chơn Thành, Đồng Xoài, Bù Đăng thuộc tỉnh Bình Phước xuyên suốt vùng Tây Nguyên, là con đường chiến lược quan trọng cả trong chiến tranh cũng như trong thời kỳ hòa bình xây dựng đất nước. Ngoài ra còn có Tỉnh lộ 741 từ Thủ Dầu Một đi Phước Long, đường vành đai 3 vùng đô thị TP.HCM... và hệ thống đường nối thị xã với các thị trấn và điểm dân cư trong tỉnh.

### Đường thủy
Về hệ thống giao thông đường thủy, Bình Dương nằm giữa ba con sông lớn, nhất là sông Sài Gòn. Bình Dương có thể nối với các cảng lớn ở phía nam và giao lưu hàng hóa với các tỉnh Đồng bằng sông Cửu Long.

### Đường sắt
Trên địa tỉnh có hai nhà ga là ga Sóng Thần và ga Dĩ An theo tuyến Đường sắt Bắc Nam. Từ ngày 5 tháng 6 năm 2019, ga Dĩ An chính thức được đón khách thay cho ga Sóng Thần vì ga Dĩ An gần với khu dân cư, khu công nghiệp nên được nhiều hành khách lựa chọn là điểm đến hơn so với ga Sóng Thần. Cũng từ ngày này, ngành đường sắt dừng việc nhận và trả khách tại ga Sóng Thần. Trước đây tỉnh Bình Dương còn có tuyến Đường sắt Sài Gòn - Lộc Ninh kết nối tại ga Dĩ An để vận chuyển mủ cao su ở trên Bình Phước .
Theo chiến lược phát triển giao thông vận tải đường sắt đến năm 2020 đã được Thủ tướng Chính phủ phê duyệt, tuyến đường sắt Sài Gòn - Lộc Ninh sẽ được khôi phục và xây dựng lại. Đây cũng là một phần trong dự án đường sắt Xuyên Á mà Chính phủ đã cam kết trong thỏa thuận chung ASEAN nhưng dự án đã bị trì hoãn dài làm kèm theo nhiều hệ lụy.

### Đường hàng không
Vào thời điểm năm 2011, sân bay Phú Lợi và sân bay Phú Giáo là hai sân bay còn lại duy nhất của tỉnh này, tuy nhiên cả hai đều được dùng để khai khác dự trữ quân sự. Bình Dương cách sân bay quốc tế Tân Sơn Nhất từ 10 đến 15 km. Năm 2012, trong đồ án Quy hoạch tổng thể GTVT tỉnh Bình Dương đến năm 2020 và định hướng 2030, Trung tâm Nghiên cứu phát triển GTVT đã đề xuất xây dựng 2 sân bay ở Bến Cát và Dầu Tiếng, nhưng Phó chủ tịch UBND tỉnh Trần Văn Nam cho rằng cần phải nghiên cứu, bổ sung sân bay ở một số nơi khác vì đến năm 2020 kinh tế - xã hội của Bình Dương nói riêng và cả nước nói chung đã đổi khác, nhu cầu đi lại, du lịch bằng đường hàng không là cần thiết.

### Giao thông công cộng
- Xe buýt

Năm 2015, Bình Dương có 13 tuyến xe buýt Becamex Tokyu (37, 38, 39, 51, 52, 53, 55, 66, 67, 68, 70), 8 tuyến xe buýt nội tỉnh (1, 2, 3, 6, 5, 8, 10, 11), 11 tuyến xe buýt liên tỉnh (4, 7, 9, 15, 16, 18, 21, 611, 613, 614, 616).
- Đường sắt đô thị.

Theo Quyết định 893/QĐ-TTg của Thủ tướng Chính phủ Điều chỉnh Quy hoạch tổng thể phát triển kinh tế - xã hội tỉnh Bỉnh Dương đến năm 2020, bổ sung quy hoạch đến năm 2025, hệ thống đường sắt đô thị tại Bình Dương sẽ bao gồm 6 tuyến trên cao và 1 tuyến mặt đất.

## Danh nhân

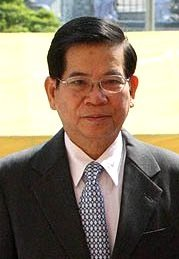
Chủ tịch nước Nguyễn Minh Triết
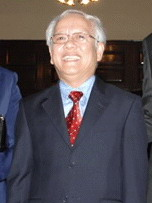
Chủ tịch UBND Thành phố Hồ Chí Minh Lê Hoàng Quân

- Linh mục Phêrô Đoàn Công Quí, một trong 117 thánh tử đạo Việt Nam
- Nhà báo, nhà văn, nhà cách mạng Phan Văn Hùm
- Nhà thơ Huỳnh Văn Nghệ
- Nhà văn Bình Nguyên Lộc
- Diễn viên Johnny Trí Nguyễn
- AHLLVTND Hồ Văn Mên
- Nguyên Chủ tịch nước Nguyễn Minh Triết
- Ca sĩ gốc Việt Tâm Đoan
- Cầu thủ bóng đá Nguyễn Anh Đức
- Nguyên Bí thư Tỉnh ủy Bình Dương, Đại biểu Quốc hội khóa XI, XII, XIII Mai Thế Trung
- Nguyên Phó Bí thư Tỉnh ủy Đồng Nai, Đại biểu Quốc hội khóa XIV Phan Thị Mỹ Thanh
- Bí thư Tỉnh ủy, Chủ tịch Hội đồng nhân tỉnh Đồng Nai Nguyễn Phú Cường
- Nguyên Phó bí thư Thường trực Tỉnh ủy Đồng Nai Lê Hồng Phương
- Ủy viên Ủy ban Pháp luật của Quốc hội khóa XIV Bùi Xuân Thống
- Nguyên Chủ tịch UBND Thành phố Hồ Chí Minh Lê Hoàng Quân
- Nguyên Chủ tịch UBND tỉnh Bình Phước Nguyễn Văn Trăm

## Kết nghĩa
Bình Dương hiện tại có một thành phố kết nghĩa : Daejeon, Hàn Quốc (17 tháng 5 năm 2005)

### Hợp tác, hữu nghị
Ngoài ra, Bình Dương hiện tại đã kí kết các thỏa thuận hợp tác, hữu nghị với các thành phố hoặc vùng sau đây:
| Thành phố/Tỉnh/Vùng    | Từ                   |
| ---------------------- | -------------------- |
| Kratié, Campuchia      |                      |
| Champasack, Lào        | 13 tháng 11 năm 2006 |
| Quảng Châu, Trung Quốc | 21 tháng 8 năm 2013  |
| Emilia-Romagna, Ý      | 16 tháng 10 năm 2013 |
| Yamaguchi, Nhật Bản    | 25 tháng 12 năm 2014 |
| Eindhoven, Hà Lan      | 16 tháng 1 năm 2015  |
| Đông Flanders, Bỉ      | 14 tháng 10 năm 2015 |
| Emmen, Hà Lan          | 17 tháng 11 năm 2015 |
| Oryol, Nga             | 7 tháng 7 năm 2017   |

## Hình ảnh

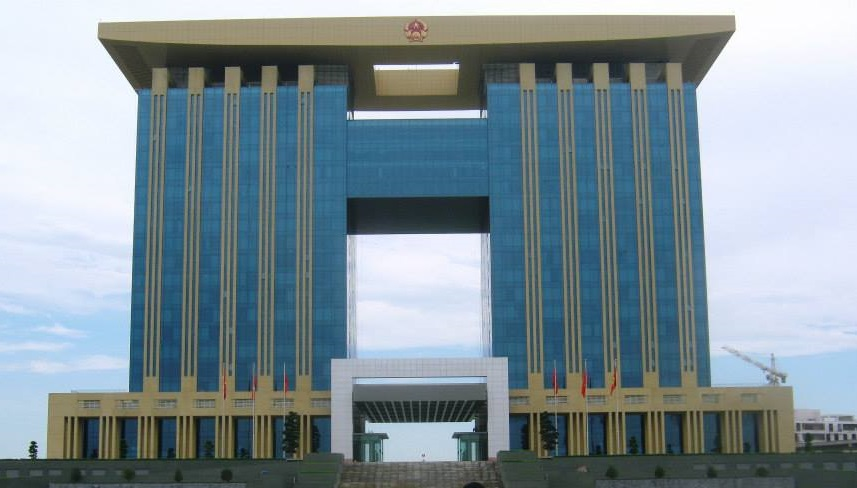
Trung tâm hành chính tỉnh Bình Dương
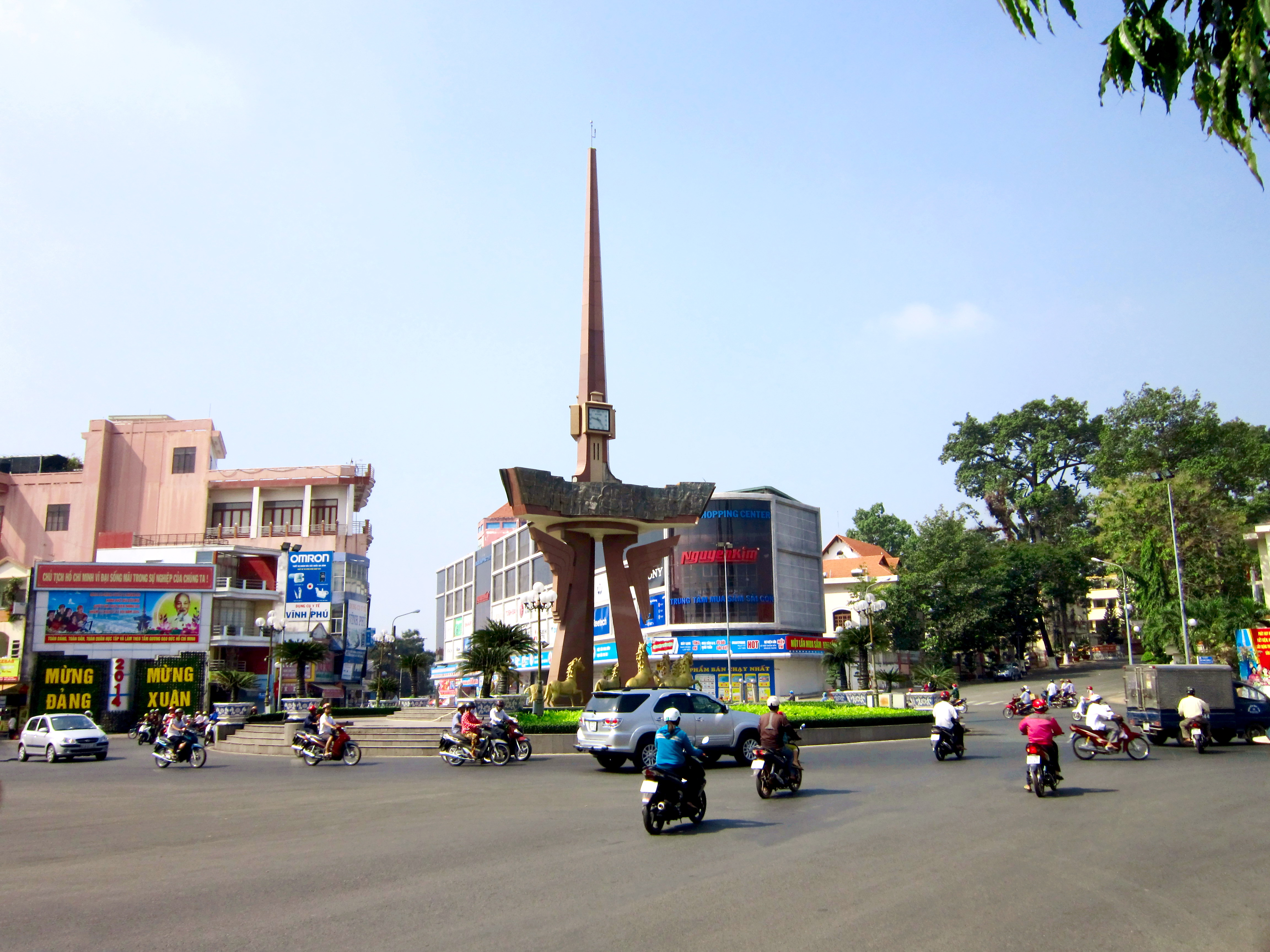
Ngã sáu trung tâm Tp Thủ Dầu Một
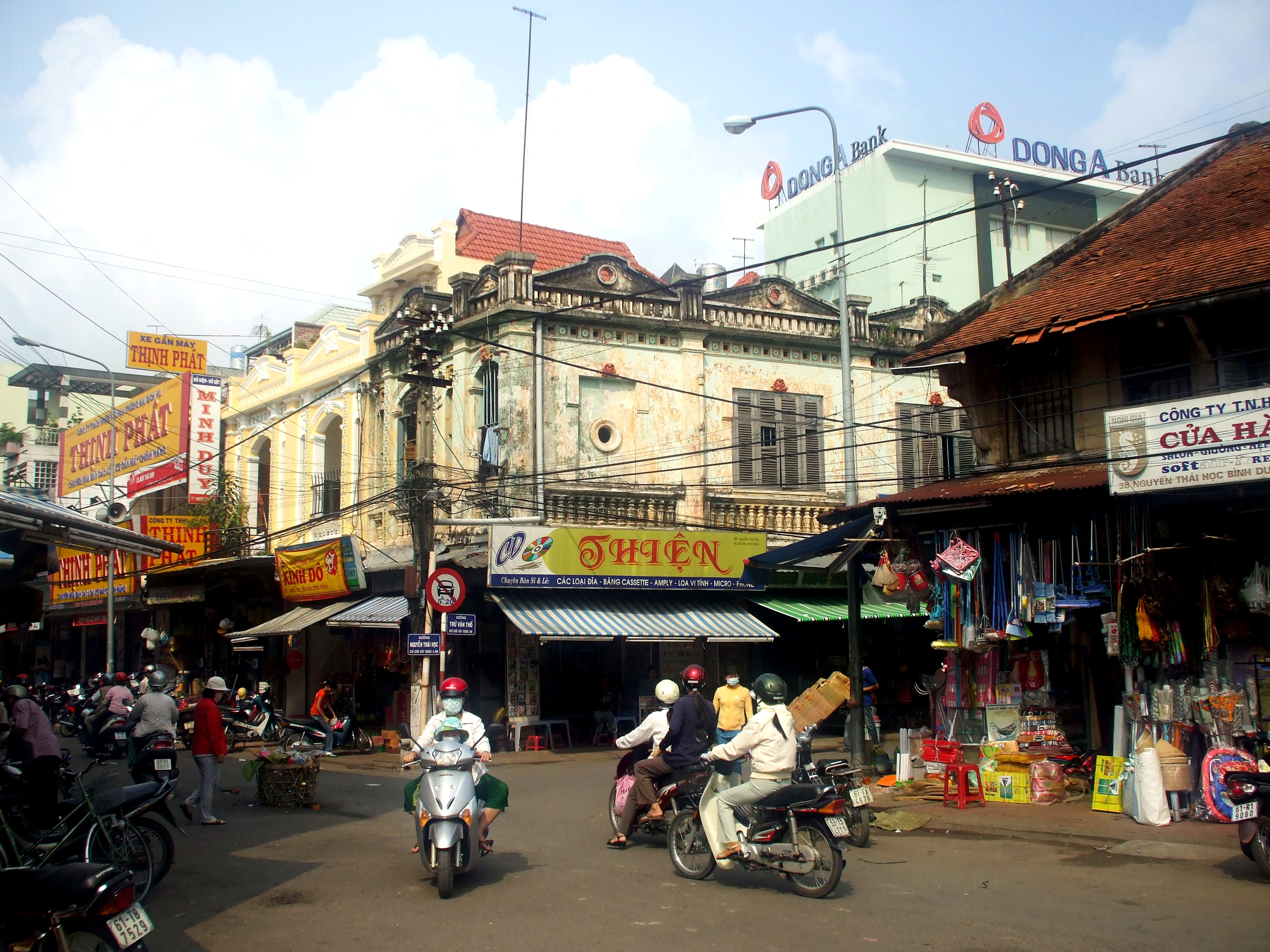
Khu phố mua bán ở chợ Thủ Dầu Một
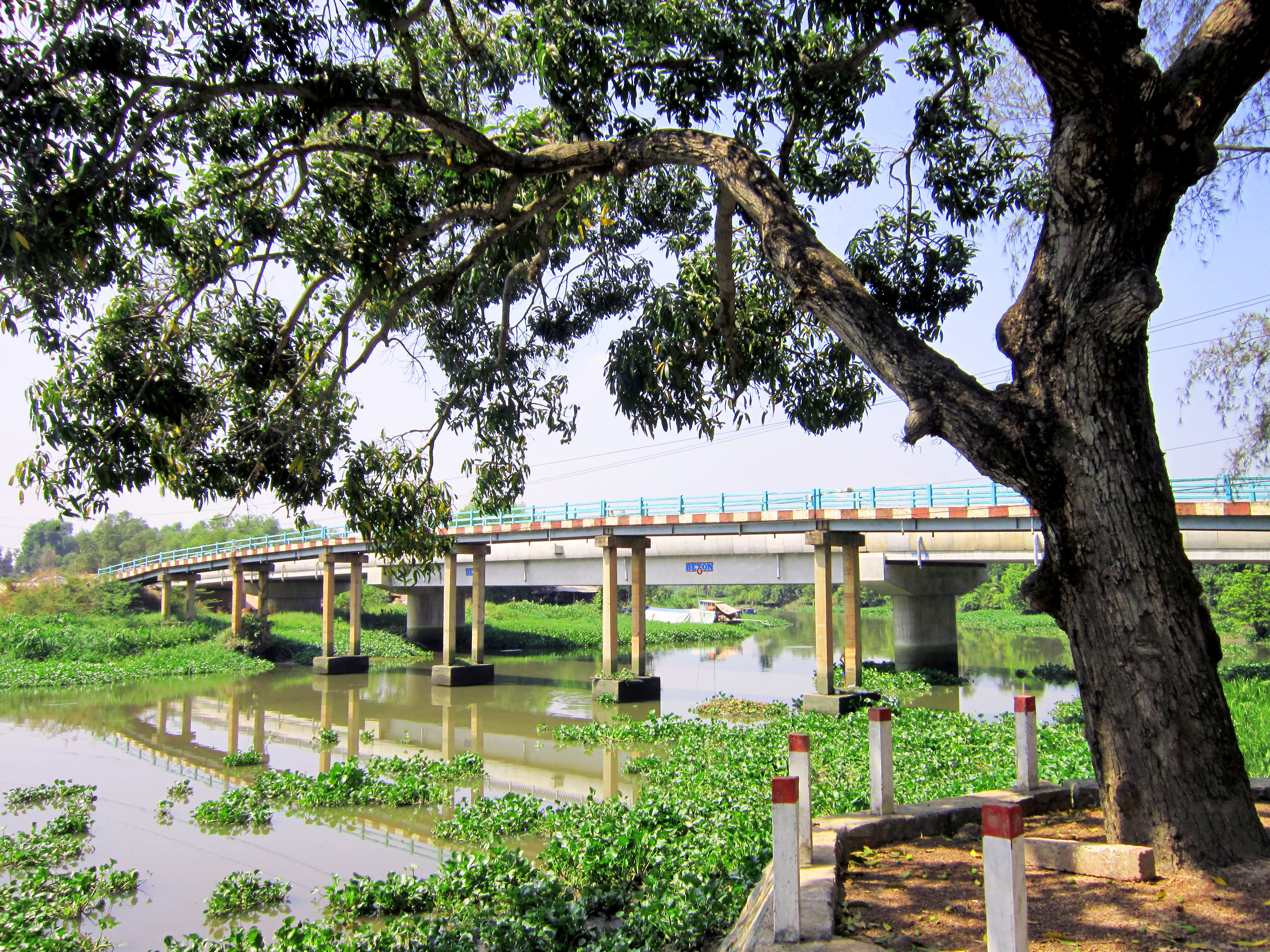
Rạch Bà Lụa
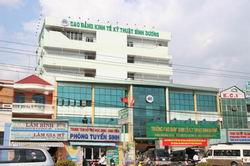
Đại học Kinh tế
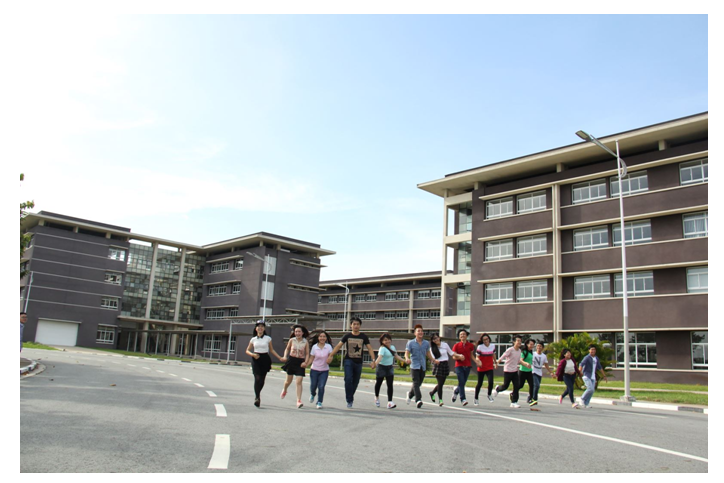
Đại học Quốc tế
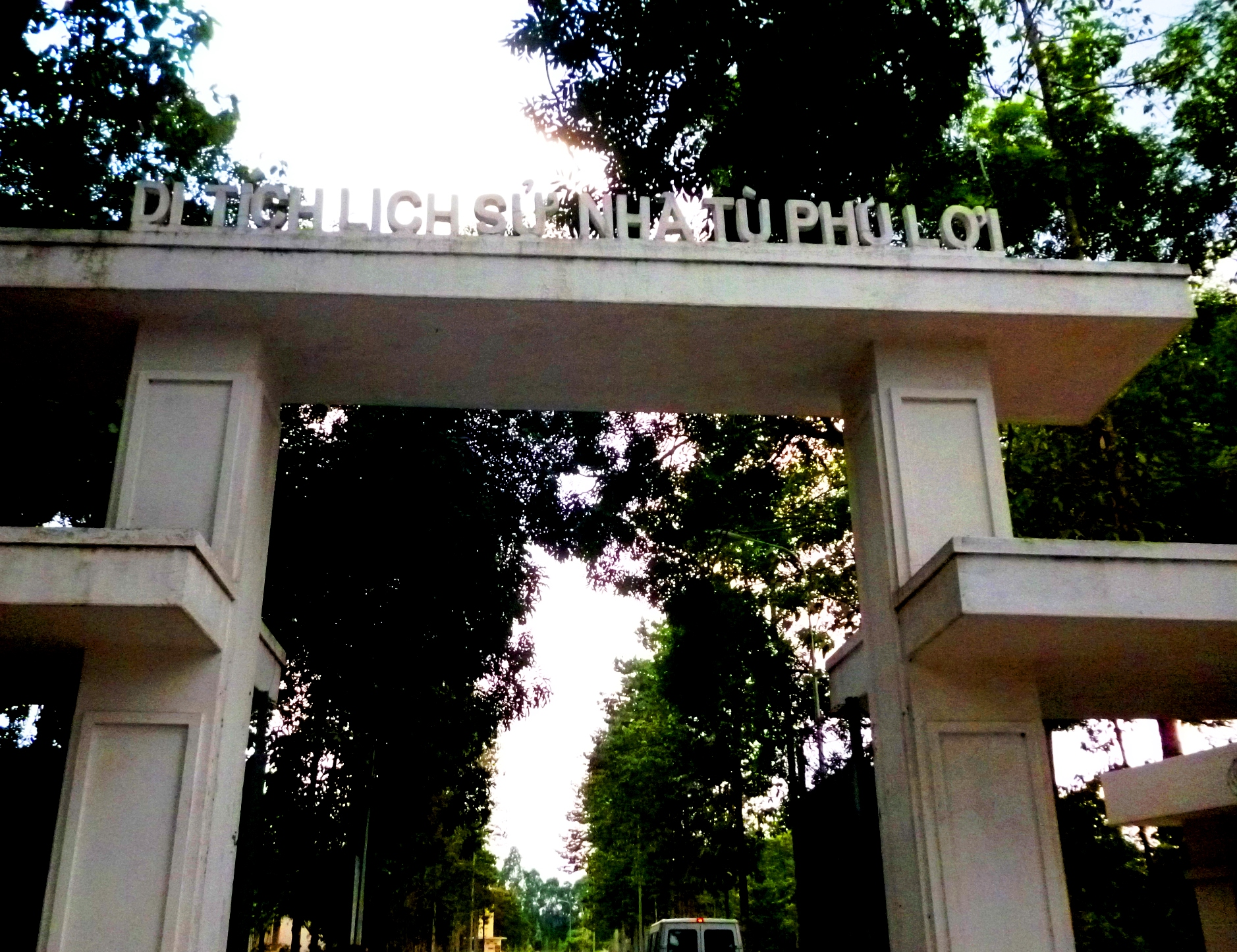
Nhà tù Phú Lợi (Di tích)
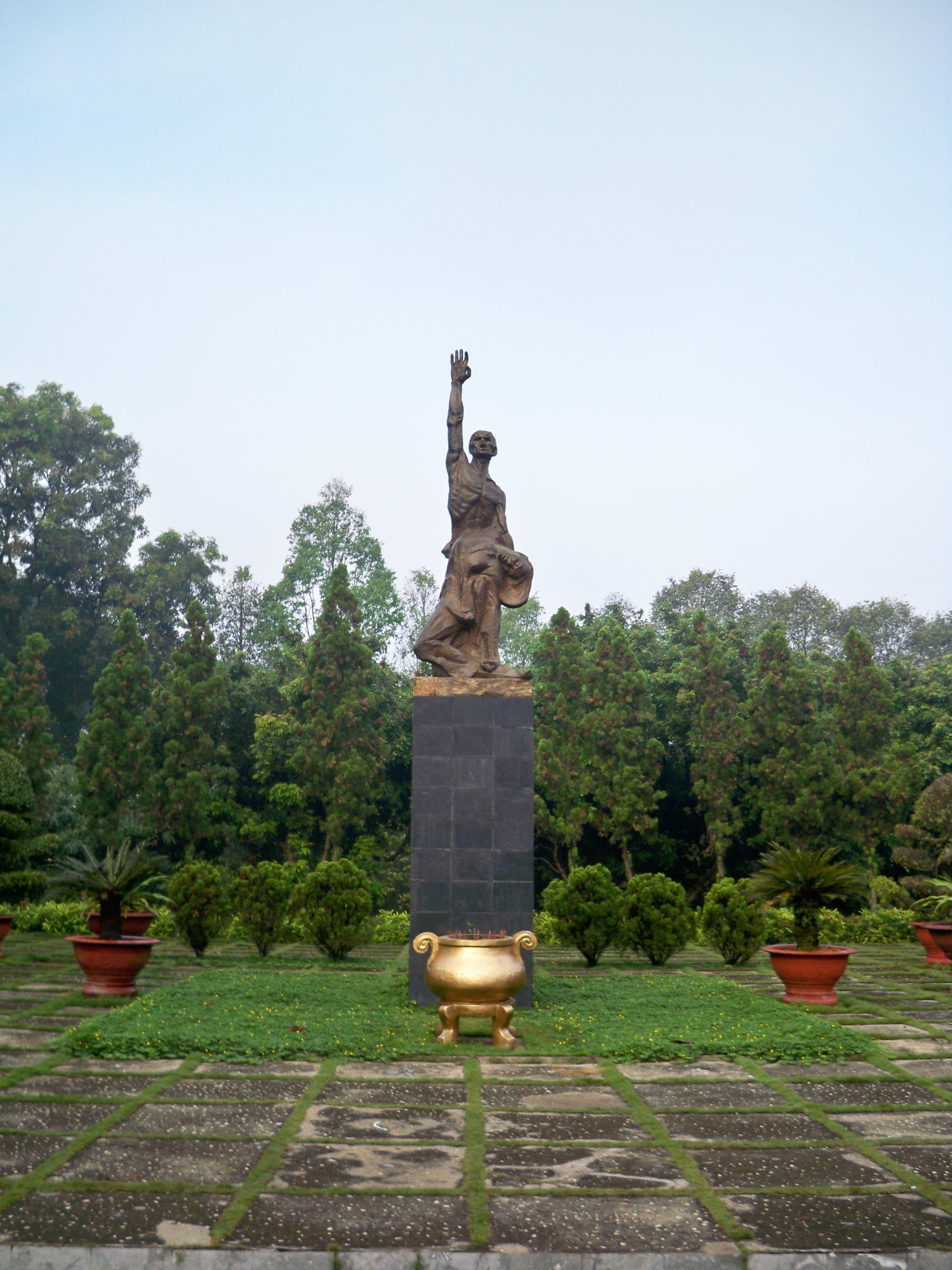
Đài tưởng niệm ở Nhà tù Phú Lợi
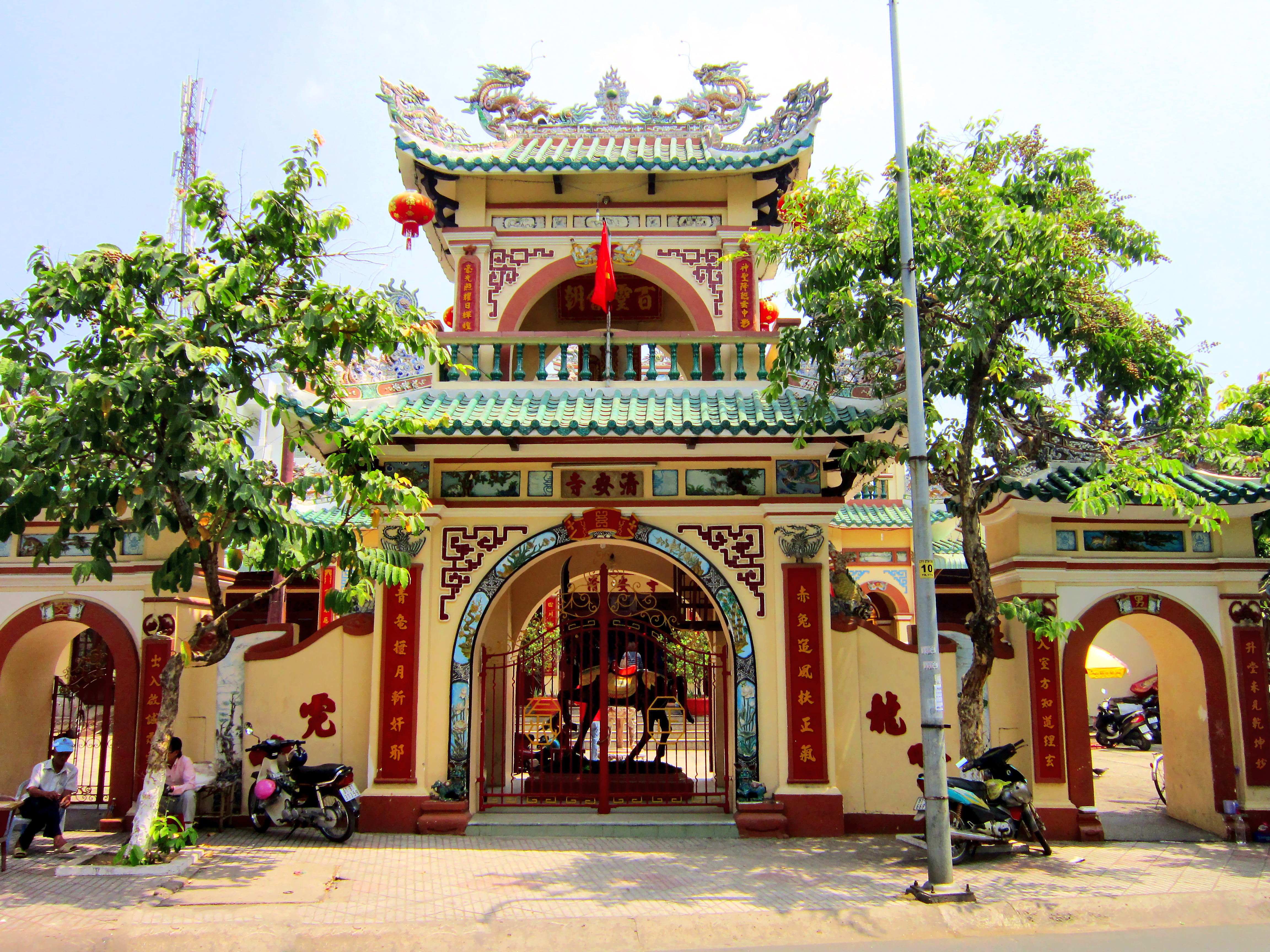
Chùa Ông Ngựa
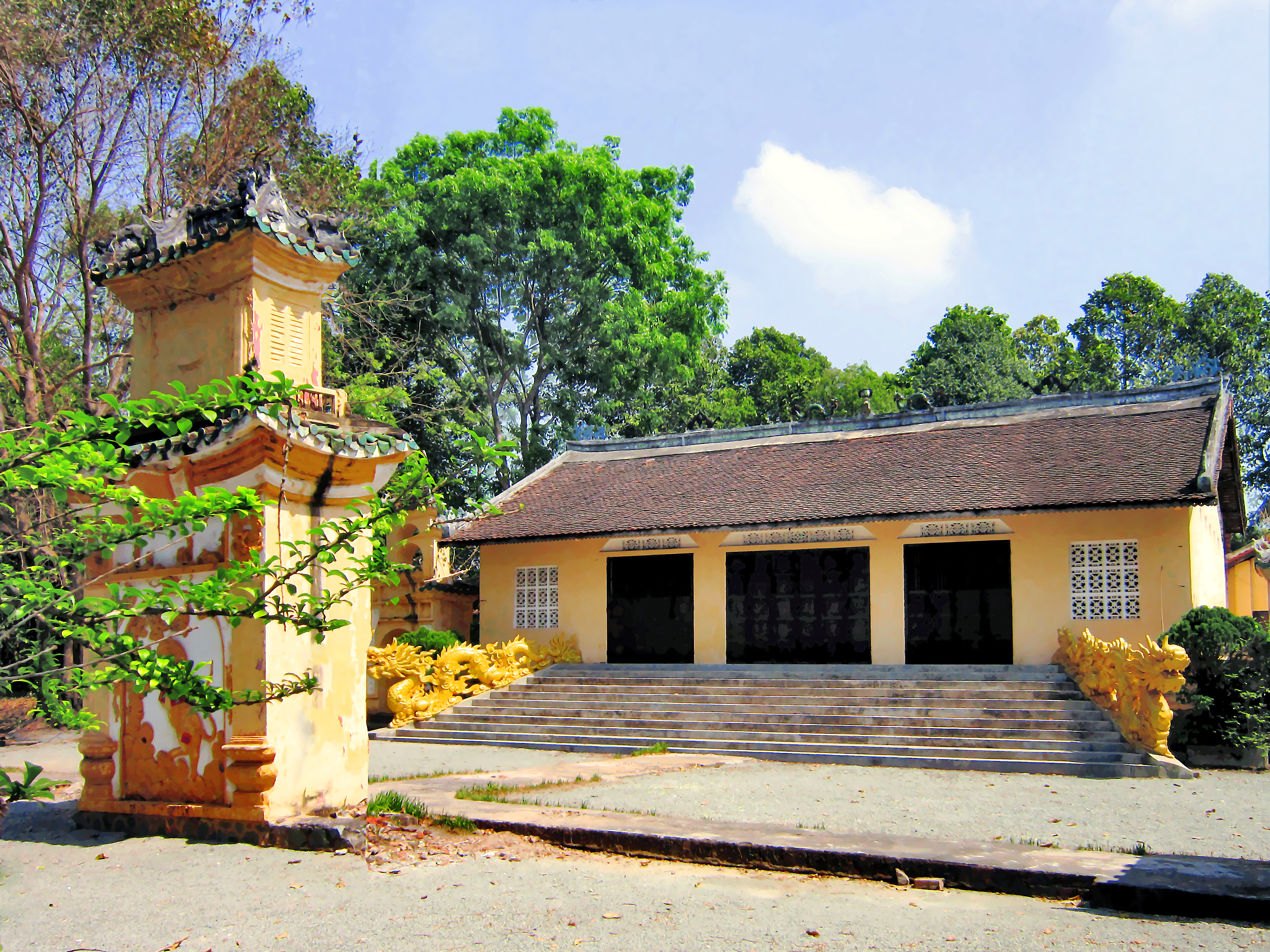
Đình Phú Cường
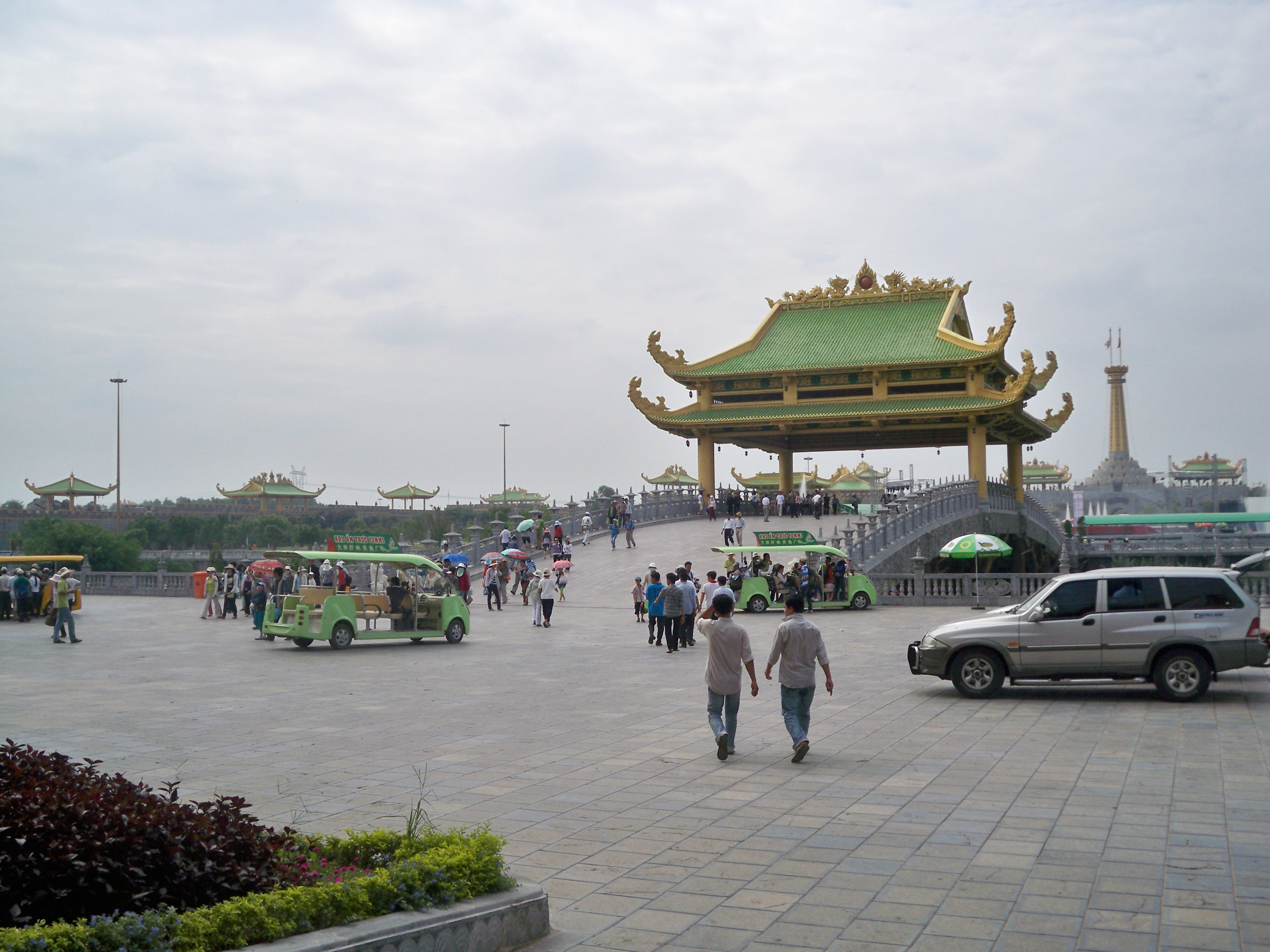
Trung tâm Lạc cảnh
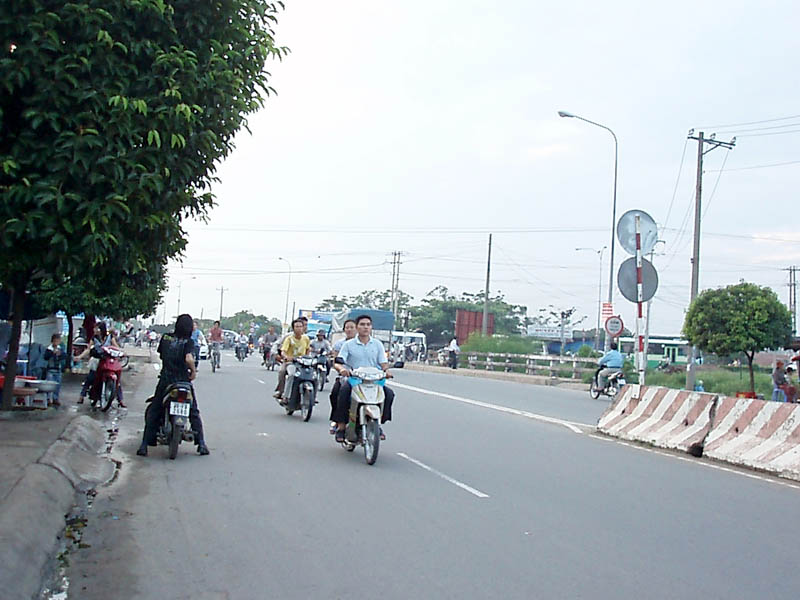
Đường phố Lái Thiêu Thuận An
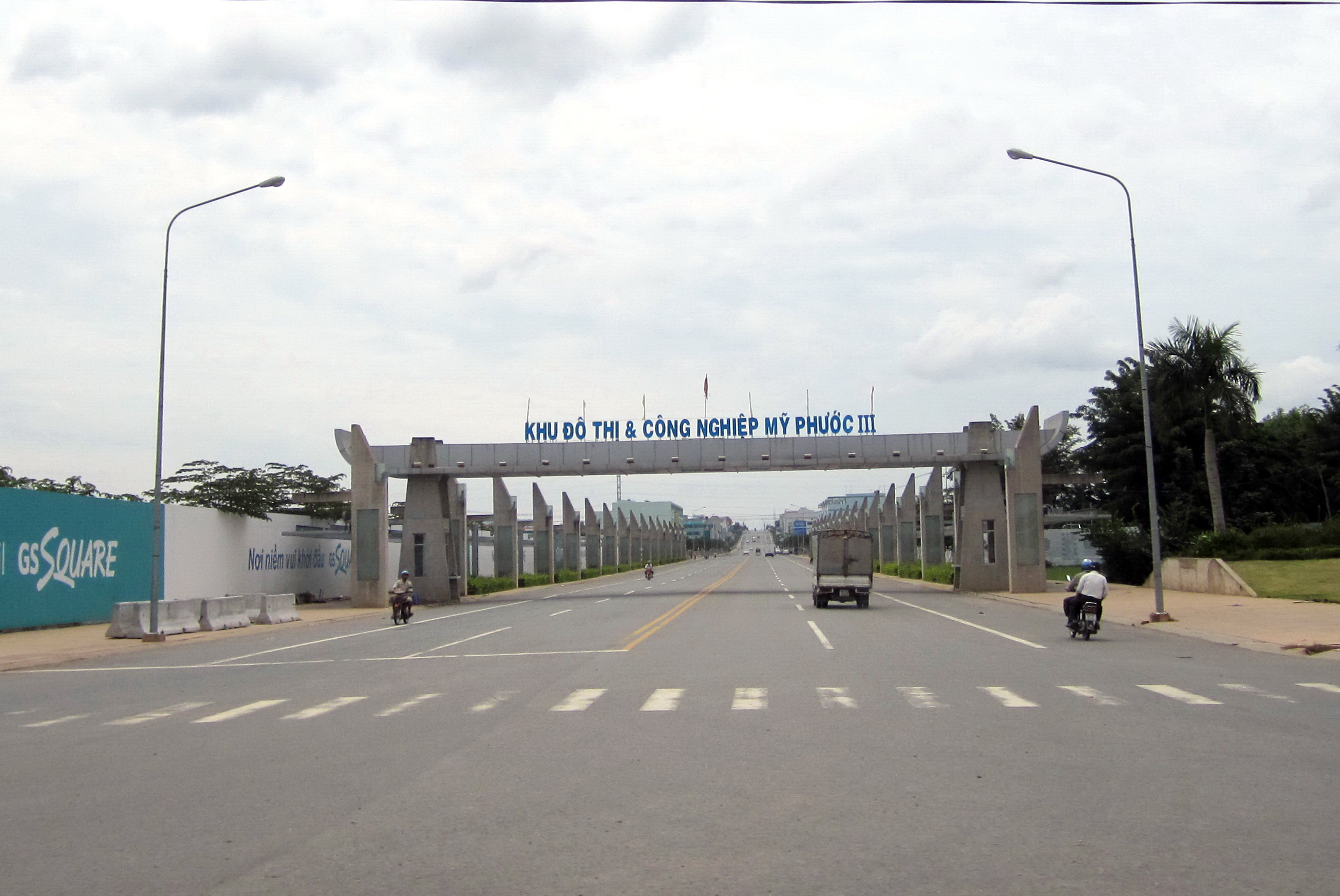
Khu Đ.thị C.nghiệp Mỹ Phước, Bến Cát